# Back to Black (canção)
"Back to Black" é uma canção gravada pela cantora e compositora britânica Amy Winehouse para o seu segundo álbum de estúdio homônimo, editado em 2006. A composição foi realizada por Winehouse com o auxílio de Mark Ronson, que foi também o responsável por sua produção. A faixa foi inspirada pelo fim do romance da intérprete para com um rapaz que conhecera em 2005 e pelas consequências provenientes disso. Após meses sem realizar sequer uma gravação, a artista foi apresentada a Ronson, em 2006, com quem iniciou uma relação de amizade que influenciou profundamente o seu processo criativo. Apenas um dia após serem apresentados um ao outro, Ronson compôs parte da melodia da canção e a expôs a Winehouse, que, imediatamente, escreveu as letras e aperfeiçoou os arranjos da obra em apenas duas horas. A sua gravação ocorreu em março de 2006, nos estúdios Dap King, Chung King — ambos em Nova Iorque — e Metropolis — em Londres.
Descrita como obscura e fúnebre, "Back to Black" é uma canção soul influenciada pela atmosfera e ritmo da Motown dos grupos femininos dos anos 1960. Com instrumentação fortemente reverberada e uma "quebra rítmica" na ponte, a faixa relata a mágoa e o sofrimento de Winehouse provocados pelo fim de um romance, os quais são metaforicamente representados pelo sentimento de luto. O tema foi lançado como o terceiro single do disco em 30 de abril de 2007 em território britânico através da gravadora Island Records. Já na América do Norte, foi disponibilizado como o quarto single do material através da Universal Music, tendo sido enviada às estações radiofônicas apenas em outubro de 2007. Noutros locais, o seu lançamento como single ocorreu a partir de 2008. A faixa foi recebida com aclamação pelos críticos musicais, que elogiaram os vocais "emotivos" de Winehouse, a sonoridade sessentista da canção e a franqueza de suas letras, bem como a produção Wall of Sound de Ronson. Tal repercussão resultou em sua inclusão em listas sobre os melhores lançamentos do ano por publicações várias, bem como no catálogo "Melhores Canções dos Anos 2000", do periódico americano Rolling Stone.
Comercialmente, a faixa obteve êxito sobretudo nas nações europeias: o registro alcançou uma posição entre as cinco primeiras colocações nas tabelas de Alemanha, Áustria, Itália e Turquia — tornando-se o mais bem-sucedido single de Winehouse a solo nas três primeiras supracitadas nações — e conquistou a liderança na Grécia e nas estações radiofônicas de Polônia. No Reino Unido, por sua vez, a canção, a princípio, não registrou o mesmo sucesso, convertendo-se no primeiro single do disco a não alcançar uma posição entre as vinte primeiras colocações da UK Singles Chart. A faixa apenas recebeu maior atenção após o falecimento da cantora, em 2011, quando registrou fortes vendas que a conduziram ao oitavo lugar da tabela. Como resultado, foi premiado com "Disco de Platina" pela British Phonographic Industry (BPI) e transformou-se no segundo lançamento mais vendido de Winehouse a solo. Nos Estados Unidos, não figurou na Billboard Hot 100, mas traçou um percusso pelas tabelas alternativas da Billboard e foi, mais tarde, premiada com "Disco de Platina" pela Recording Industry Association of America (RIAA), tornando-se a segunda canção de Winehouse a realizar a proeza.
O vídeo musical relativo à canção foi dirigido por Phil Griffin e foi lançado em 14 de março de 2007 na plataforma digital YouTube, estreando no iTunes em 19 do mesmo mês. As suas filmagens ocorreram em fevereiro de 2007 no cemitério Abney Park, nos Jardins Gibson e nas dependências de um edifício localizado em Stoke Newington, todos em Londres. Totalmente em preto-e-branco, a obra retrata o cortejo fúnebre do coração de Winehouse. Disponibilizado na plataforma de vídeos Vevo apenas em dezembro de 2009, o vídeo foi o primeiro de Amy Winehouse a ultrapassar as 100 milhões de visualizações. A gravação concorreu ao troféu "Melhor Vídeo Musical" no MOBO Award de 2007. Como forma de divulgação, a cantora apresentou a canção em festivais musicais, programas televisivos e premiações, incluindo o MTV Europe Music Award de 2007, em que a sua atuação dividiu os críticos musicais, e incluiu-a no repertório de sua turnê. Além disso, "Back to Black" foi regravada e/ou apresentada ao vivo por diversos artistas. Em 2013, os artistas americanos Beyoncé e André 3 000 regravaram a canção para o filme O Grande Gatsby e foram fortemente criticados pelo pai de Amy Winehouse.

## Antecedentes e elaboração

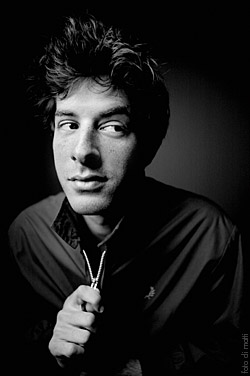
Mark Ronson foi responsável pela produção e por parte da composição de "Back to Black".

Com o lançamento de seu disco de estreia, Frank (2003), Winehouse dedicou-se fortemente à sua divulgação, de modo que passou a maior parte do ano de 2004 a excursionar pelo Reino Unido. Apesar dos resultados positivos obtidos financeiramente, a turnê esgotou a artista em termos criativos. Isto porque Winehouse apenas escrevia sobre acontecimentos pessoais, como a própria afirmou em entrevistas, de modo que a promoção de seu disco não atendia às suas expectativas como letrista. A ausência de criatividade logo se transformou em um bloqueio de escritor e a cantora permaneceu cerca de dezoito meses sem realizar sequer uma composição. Por essa altura, Winehouse costumava frequentar pubs em Londres e, em um dos supracitados estabelecimentos, em Camden Town, conheceu um rapaz chamado Blake Fielder-Civil, com quem iniciou uma relação amorosa pouco depois. Blake, porém, era comprometido e preferiu permanecer com a sua parceira a comprometer-se com Winehouse. O rompimento provocou graves alterações no estado de humor da cantora, que se viu em momentos "deveras sombrios", como a própria descreveu. Profundamente deprimida, Winehouse começou a ingerir bebidas alcoólicas de maneira excessiva e a alimentar-se mal, o que, agravado por seus transtornos alimentares, culminou com a sua drástica perda de peso.
O longo período de inatividade de Winehouse, porém, desagradou à sua gravadora, que, a certa altura, chegou a pressioná-la por qualquer material novo. "Completaram-se dois anos desde o lançamento do último disco e [executivos da gravadora], de fato, disseram-me, 'Ao menos queres fazer um novo disco?', e eu disse-lhes, 'Asseguro-vos de que o farei em breve' [...] 'Quando eu começar a compô-lo, eu irei escrever, e escrever, e escrever. Apenas preciso de começar'", relatou a cantora. Para ajudá-la a fazer fluir o seu processo criativo, Guy Moot, presidente criativo da empresa EMI Publishing do Reino Unido e do continente europeu, resolveu apresentá-la a Mark Ronson. Embora conhecesse o seu trabalho, Ronson nunca fora apresentado formalmente à cantora.
Àquele momento, Winehouse encontrava-se em Nova Iorque, em busca de alguém com quem trabalhar em seu disco, de modo que os dois foram apresentados um ao outro dias depois no estúdio de Ronson. A princípio, a artista estava relutante em relação ao rapaz, como a própria relatou: "Sabia o que queria fazer no disco e não sou uma pessoa muito flexível". Após conversarem sobre música, a cantora exibiu-lhe os grupos musicais que escutara, "algumas coisas atmosféricas, como The Shangri-Las, bem como alguns grupos doo-wop, como The Flamingos e The Drifters", afirmou Winehouse, e revelou-lhe que almejava elaborar um disco que soasse como aqueles artistas. Ronson, então, comprometeu-se em elaborar algo àquela noite e mostrar-lhe o resultado no dia seguinte. O rapaz inspirou-se nas canções que Winehouse lhe havia apresentado, especialmente em "Remember (Walking In The Sand)", das Shangri-Las, e elaborou os riffs de piano — que fariam parte dos versos da faixa homônima de Back to Black —, sobrepondo-os a batidas de tambores e notas de pandeireta e adicionando-lhes forte reverberação. Conforme o combinado, Ronson levou a gravação para a artista no dia seguinte, que ficou deveras satisfeita com o resultado. "Mark regressou com essa incrível batida que constituiu a base para a faixa-título [do disco Back to Black]. Tudo apenas se encaixou", exclamou a cantora. Imediatamente, a cantora escreveu as letras da canção e concluiu a melodia em apenas duas horas. A gravação da faixa ocorreu em março de 2006. No estúdio Chung King, em Nova Iorque, foram fonografados os vocais de Winehouse. Bateria, piano, guitarra e contrabaixo foram gravados ao vivo e simultaneamente em um cômodo do estúdio Dap King, com o grupo musical The Dap-Kings, uma vez mais em Nova Iorque. Instrumentos de corda, percussão e metais foram registrados separadamente no estúdio Metropolis, em Londres.

## Lançamento
No Reino Unido, a faixa-título foi anunciada como o terceiro single do disco Back to Black em 15 de fevereiro de 2007 pela revista Uncut. Inicialmente, o seu lançamento estava previsto para ser realizado em 2 de abril. Em 7 de março, porém, o periódico NME divulgou que a liberação da canção como canção de trabalho havia sido adiado para o dia 16 do mesmo mês. O lançamento oficial da canção seria adiado novamente por mais catorze dias, mas a divulgação da obra foi realizada gradativamente nas rádios e em plataformas de vendas on-line britânicas ao longo do mês de abril, inclusive por meio de remixes e edições alternativas. Primeiramente, a faixa foi enviada às estações da BBC Radio 1 como uma gravação promocional, em 4 de abril, vindo a ser disponibilizada pela Island Records em formato digital em 22 do mesmo mês no site oficial da artista. No dia seguinte, a gravadora enviou às rádios britânicas uma edição da obra com duração reduzida, destinada exclusivamente a airplay, e no dia 26 disponibilizou um vinil de sete polegadas de edição limitada, contendo a edição oficial da canção e uma versão remisturada pelo grupo musical The Rumble Strips — que, posteriormente, recebeu um lançamento individual. O lançamento oficial da canção como single ocorreu em 30 do mesmo mês, aquando se realizou a sua comercialização em formato físico, mais precisamente em CD single, em que estavam incluídos os covers de "Valerie", gravado no programa Jo Whiley's Live Lounge, da BBC Radio, e de "Hey Little Rich Girl" — originalmente lançadas por The Zutons e The Specials, respectivamente — e o vídeo promocional da canção. Concomitantemente à sua edição em formato físico, foram enviados às plataformas digitais uma remistura com o musicista Steve Mac e um vinil de doze polegadas, contendo três remixes e a gravação oficial. A versão remisturada pelo grupo The Rumble Strips, conforme anteriormente mencionado, foi disponibilizada individualmente para downloads em 7 de maio, assim como uma gravação experimental da canção, liberada em 14 do mesmo mês.
O primeiro país em que a faixa foi oficialmente disponibilizada foi a Rússia, onde estreou nas rádios hot adult contemporary em 9 de abril de 2007 como o segundo single de Back to Black. Na América do Norte, a gravação estreou por meio do site Amazon.com dos Estados Unidos, em que foi disponibilizado em formado CD single, em 22 de março de 2007, antes mesmo de ser lançada como single. No Canadá, a obra foi enviada às lojas on-line em formato CD-Maxi apenas em 7 de maio. O seu lançamento como canção de trabalho nos Estados Unidos ocorreu apenas em 28 de outubro, quando a faixa foi enviada às estações radiofônicas modern rock americanas, vindo a ser lançada nas estações mainstream em meados de novembro. Noutras regiões, o seu lançamento ocorreu a partir de 2008, havendo variação em relação à sua cronologia enquanto canção de trabalho. Em França, por exemplo, foi enviado às estações radiofônicas como o terceiro single de Back to Black em 7 de janeiro de 2008. O single foi editado em formato físico, mais precisamente CD-Maxi, em 7 de março de 2008. Simultaneamente, foi disponibilizado na Alemanha em formato CD single, contendo a edição original e um versão remisturada. Lá, porém, "Back to Black" foi lançado como o quarto single do disco. Em Espanha, foi, concomitantemente, lançado em formato CD-Maxi, apesar de apenas ter sido enviado às estações radiofônicas como single três meses mais tarde. Nos Países Baixos, a faixa apenas foi lançada como single em 5 de agosto de 2011, após o falecimento de Winehouse, que ocorrera no mês anterior.

## Estrutura musical e letra
Desculpe, não reconheço formato
Com andamento moderado e duração de quatro minutos e um segundo (4:01), "Back to Black" é uma balada de estilo soul influenciada pelas canções dos grupos femininos e dos grupos doo-wop dos anos 1960. De acordo com Mark Ronson, produtor musical da canção, a faixa combina o soul clássico dos anos 1960 ao sentimento de desespero e ao desejo de morte provocados pelo fim de um romance, ao que ele chamou "o estilo 'Remember (Walking In The Sand)', das Shangri-las". Orientada por "lúgubres" e "melancólicos" riffs de piano, que utiliza a técnica staccato, e por "cordas tenebrosas", a canção apresenta ambiente sonoro lutuoso e obscuro construído por grooves e acordes Motown reminiscentes das baladas sessentistas e a sua produção é caracterizada por apresentar a técnica Wall of Sound. Darcie Stevens, do Austin Chronicle, afirmou que a gravação provoca calafrios. Para Christian John Wikane, do PopMatters, a canção faz recordar a "atmosfera de mau presságio de 'Remember (Walking In The Sand)', de The Shangri-Las", enquanto John Murphy, do MusicOMH, recordou-se de "Jimmy Mack", de Martha & The Vandellas, embora tenha reconhecido ser "Back to Black" muito mais obscuro que aquela. Alex MacGregor, do site UKMix, comparou os riffs de piano utilizados em "Back to Black" aos de "Baby Love" (1964), do grupo The Supremes. Já editores da BBC afirmaram que as notas staccato do piano "conduzem [os ouvintes] a esfumaçados e sombrios bares de soul dos anos 1960, do tipo que nenhum de nós tem idade suficiente para se recordar deles". Durante a ponte, a canção apresenta uma "quebra rítmica", em que o ritmo se desacelera e a ressonância se torna mais baixa, enquanto Winehouse repete a palavra "black" com sons de sinos ao fundo. Stephen Marche, da revista canadense Maclean's, descreveu essa parte da canção como "um estranho e poderoso momento, diferente de tudo na música pop". A canção é encerrada com batidas à "Be My Baby" (1963), das Ronettes. Os vocais da artista foram comparados aos de Etta James e foram descritos como "emotivos" e como um reflexo do sofrimento e da saudade que Winehouse sentiu. De acordo com a partitura musical publicada pela Sony/ATV Music Publishing, "Back to Black" foi composta em uma clave de Ré com um ritmo de 130 batidas por minuto. Os vocais da cantora abrangem-se entre a baixa nota de Sol3 a Sol4.
Liricamente, a canção descreve a mágoa sentida por Winehouse em decorrência do fim de um romance, bem como todas as consequências disso, tendo sido caracterizada por Justin Myers, da Official Charts Company, como "uma poderosa narrativa sobre saudade e perda". Steve Kandell, da revista Spin, descreveu-a como "uma canção dramática sobre embriagar-se devido ao fato de o homem que ela [Winehouse] ama não romper com a sua namorada". As suas letras foram descritas como reflexivas, melancólicas, desoladoras, francas e contemporâneas. De acordo com Jack Aiello, do site Yahoo!, nelas Winehouse expõe a sua "dramática queda-livre rumo à desesperança e à solidão". Leah Greenblatt, do Entertainment Weekly, descreveu-a como "uma balada lúgubre, um lento e deliberado espiral em direção a belíssimo desespero". Lisa Wright, da revista NME, classificou-a como "uma genuína e angustiante canção sobre rupturas amorosas em que Winehouse disseca, com brutal franqueza, uma relação nociva". Hilary Hughes, do Village Voice, descreveu a canção como "um rigoroso relato de uma desprezada mulher em que ela reflete sobre a infidelidade de seu namorado". Conforme anteriormente mencionado, o fim de um relacionamento amoroso de Winehouse foi a inspiração para a composição da maior parte do disco Back to Black. Consequentemente, a sua faixa-título refere-se a tal, bem como as consequências provenientes disto, mais precisamente o abuso de narcóticos e bebidas alcoólicas. Nela, Winehouse classifica as consequências desse rompimento como um período de luto ou lamentação e utiliza-se de linguagem apropriadamente fúnebre para descrevê-las. Em entrevista ao periódico britânico The Sun, em outubro 2006, Winehouse refletiu sobre as canções do disco Back to Black, tendo descrito o conteúdo lírico da faixa homônima da seguinte maneira: "É sobre quando tu terminas um relacionamento e voltas a fazer aquilo que te acalenta. O meu ex voltou para a sua namorada e eu, a ingerir bebidas alcoólicas e a tempos sombrios".
Em suas linhas de abertura ("He left no time to regret, kept his dick wet, with his same old safe bet, me and my head high, and my tears dry, get on without my guy), a cantora afirma tentar manter-se forte e seguir em frente apesar de todo o sofrimento e rancor que lhe fora causado pelo abandono de seu amante. No entanto, revela que o rompimento a conduziu a "momentos negros" — os problemas com bebidas e drogas, bem como os transtornos de humor —, conforme profere no trecho "I tread a troubled track", afirmando ter sido o consumo de bebidas alcoólicas e substâncias psicoativas a saída por ela encontrada para superar a dor da separação ("My odds are stacked, I'll go back to black"). As substâncias químicas que envolviam a relação do casal é uma vez mais referenciada no trecho "I love you much, it's not enough, you love blow and I love puff", em que Winehouse a vê como um dos obstáculos para o romance. Proferido com angústia, o refrão da canção — composto pelas frases "We only said goodbye with words, I died a hundred times, you go back to her, and I go back to black" — evidencia o cerne de seu conteúdo lírico: nas palavras de Amanda Wicks, da CBS Radio, "a forma como a cantora foi deixada para trás a recolher os pedaços de uma imagem que ela almeja recuperar mesmo se as suas fissuras permanecerem visíveis". Laura Barton, do Guardian, encontrou nas letras da obra uma fusão de orgulho e carência, evidenciada, respectivamente, pelos trechos "You love blow and I love puff" e "And life is like a pipe/ And I'm a tiny penny rolling up the walls inside". Na ponte da canção, em que o ritmo se desacelera, a cantora apenas repete a palavra "black". Sobre esse trecho, Amanda Wicks, uma vez mais no site da CBS Radio, comentou: "A arrepiante invocação da palavra tornou-se um Mantra do qual ela não conseguiu escapar, um vazio que ameaçou ruir a sua própria subjetividade".

## Crítica profissional
| Críticas profissionais  | Críticas profissionais |
| Avaliações da crítica   | Avaliações da crítica  |
| Fonte                   | Avaliação              |
| ----------------------- | ---------------------- |
| Digital Spy             | [ 71 ]                 |
| NME                     | (Aclamação)            |
| 4Music                  | [ 73 ]                 |
| Manchester Evening News | [ 74 ]                 |
| The Daily Record        | (Positiva)             |
| BBC Radio 1             | [ 19 ]                 |

Após o seu lançamento, "Back to Black" recebeu aclamação dos críticos musicais. Nick Levine, do site britânico Digital Spy, por exemplo, premiou a canção com quatro estrelas entre cinco e proferiu: "A faixa-título é uma autêntica canção Spectoriana, com letras sobre o fim de um romance, cordas melodramáticas e vocais absolutamente emocionantes [...] Sim, ela soa desoladora e autodestrutiva, mas Amy Winehouse possui talento para gastar. Será espantoso o motivo por que estamos todos tão fascinados?". Na revista conterrânea NME, resenhistas afirmaram: "A deleitável Srt.ª Winehouse regressa a inspirar uma estranha mistura de luxúria animalesca e ansiedade assustadora em garotos indies pálidos de todos os lugares. Essa é uma canção sobre o fim de um romance com uma diferença — a diferença! A maioria das canções do gênero não contém letras sobre o uso de substâncias psicoativas nem recordam o úmido órgão genital de seu ex-amente com uma voz tão vibrante que tu poderias usá-la como massageador para as costas". Similarmente, nas páginas do periódico americano Entertainment Weekly, Will Hermes declarou: "A faixa-título invoca as Shangri-Las, apesar de fazer uma referência à anatomia masculina que certamente poderia ter feito as heroínas dos grupos femininos dos anos 1960 ruborizarem-se". Analistas do tabloide britânico Daily Mirror escreveram: "Com a Amy não há um momento de tédio, [...] e isso inclui a faixa-título do disco, um maravilho conto, opulento mas amargo, de um caso de amor confuso que deu errado". Repórteres do Manchester Evening News concederam à faixa cinco estrelas entre cinco permitidas, afirmando: "Justamente quando começas a pensar que ela não conseguirá algo melhor que o single anterior, ela surge com esse clássico instantâneo ao estilo 1960. A voz está tão fascinante como o sempre foi, mas com Mark Ronson a cargo da produção o resultado é retrógrado e contemporâneo [...] Esta faixa é um dos melhores singles do ano". Alexandra Pollard, da revista britânica Gigwise, descreveu a faixa como uma "síntese do talento de Winehouse para a verdadeira e devastadora poesia".
Fraser McAlpine, do site BBC Radio 1, aclamou a faixa em sua revisão, premiando-a com quatro estrelas entre cinco. McAlpine proferiu: "Depressão visceral e atos de genialidade frequentemente caminham aos pares, e esta [canção] não foge à regra. Essa faixa é certamente o destaque de seu novo disco [de Winehouse], pois é intensamente profunda e luxuriante". O editor prezou a orquestra da canção, que "parece conter todos os instrumentos conhecidos pelo ser humano", assim como o "piano hipnótico" e as "cordas lúgubres" e enfatizou os vocais de Winehouse, afirmando: "Aqui, a verdadeira estrela é a voz magoada e emotiva de Amy — toda a angústia, o sofrimento e a mágoa presentes em sua escrita ressoam em seus vocais". Fraser afirmou ser difícil pensar em um exemplo de "canção sobre dor" a que se referira Xander Harris melhor que "Back to Black" e finalizou: "O único aspecto realmente negativo que eu consigo encontrar nesta faixa é o fato de ela não ser adequada a ouvir-se se estiveres alegre — é a canção mais entristecedora que encontrei em tempos". Christian John Wikane, do PopMatters, chamou à faixa "fascinante". No site 4Music, editores concederam ao tema dez estrelas entre dez permitidas, afirmando: "É difícil imaginar como esta canção poderia ser melhor. Simplesmente tão bom quanto as canções fortemente reverberadas dos grupos femininos dos anos 1960 que lhe serviram de inspiração. Possivelmente, é melhor". Prezou-se as letras do registro, nas quais Winehouse fala sobre "o amor, sexo, drogas e sobre quão conhece a sua própria mente, mas mesmo assim se magoou de tal maneira que somente adultos podê-lo-iam experienciar". Alex Denney, da revista eletrônica Drowned In Sound, percebeu que o disco Back to Black demonstra "determinação e seriedade", melhores ilustradas em sua faixa-título, à qual chamou "assustadora". No site BBC Music, Matt Harvey descreveu a faixa como uma das que exibem Winehouse "monstruosamente torturada" e prezou os vocais da artista na gravação, em que é exibido "o tipo de profundidade com o qual Marc Almond sempre sonhou". Nas páginas do tabloide escocês Daily Record, repórteres declararam: "É incrível e ridiculamente bom. Ela está em chamas nesta faixa".
Sal Cinquemani, editor da revista Slant, descreveu-a como "o auge não somente de Winehouse como do produtor Mark Ronson". Consequentemente, a canção ocupou o 11.º lugar da lista "Os Melhores singles de 2007" elaborada pela publicação. Na lista homônima do POPJustice, o tema foi classificado em 39.ª colocação. Um repórter do site KQED declarou que a canção foi  o seu "lançamento preferido do ano", atribuindo a sua classificação à produção retrô realizada por Ronson, que recriou o autêntico soul dos anos 1960, e à insistência de Winehouse em modernizá-la através das letras. A obra foi incluída em 98.ª colocação no catálogo "Melhores Músicas da Década de 2000", da Rolling Stone, cujos editores escreveram: "Drama era o estilo dos clássicos grupos femininos dos anos 1960 combinado à exuberante produção Wall of Sound Spectoriana realizada por Mark Ronson. A sensibilidade foi um pouco modernizada. E a entrega vocal tempestuosa e comovente? Puramente Winehouse". A NME colocou-a em 61.ª posição em sua lista sobre os melhores lançamentos do decênio por ser a faixa que "comprova quão profundo e valioso o disco Back to Black é". Além disso, repórteres da revista incluíram-na em 60.º lugar na lista "500 Melhores Canções de Sempre".

## Vídeo musical

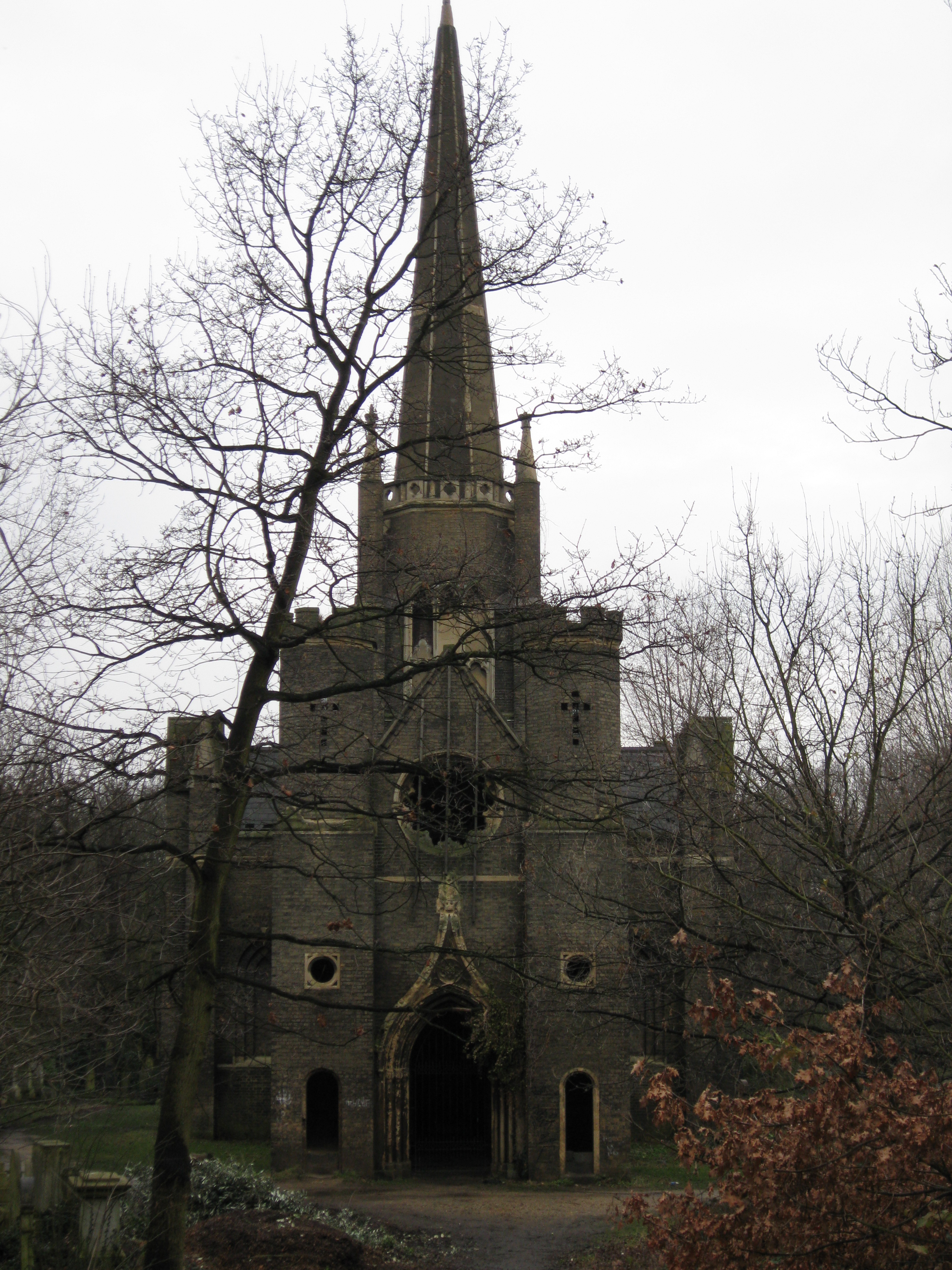
No vídeo musical relativo à canção, Winehouse participa do cortejo fúnebre de seu coração, tendo sido parte das filmagens realizada no Abney Park Cemetery. Na imagem, a Abney Park Chapel, em frente à qual Winehouse e amigos se reúnem para realizar o enterro do coração da artista.

As filmagens do vídeo musical relativo à canção ocorreram em 7 de fevereiro de 2007, nos Jardins Gibson, no Abney Park Cemetery e em um edifício localizado em Chesholm Road, todos em Stoke Newington, em Londres. As gravações ficaram sob a direção de Phil Griffin, que trabalhara com Winehouse nos vídeos de "Rehab" e "You Know I'm No Good", ambos lançados em 2006, e a edição do material foi realizada por Mark Alchin. O roteiro da produção foi escrito por Winehouse e Griffin em apenas um dia. Fotografias das gravações foram divulgadas na Internet no dia seguinte. Uma delas, que exibia uma lápide com os dizeres "R.I.P The Heart of Amy Winehouse" ("Descanse em paz o coração de Amy Winehouse", em português), despertou a atenção da imprensa, como a dos editores do Evening Standard, que, devido aos escândalos de Winehouse envolvendo bebidas alcoólicas e substâncias psicoativas, ironizaram nas páginas do periódico: "Será esta uma estanha visão do futuro de Amy Winehouse?'".
A produção estreou em 14 de março de 2007 na plataforma digital de vídeos YouTube. Cinco dias mais tarde, a obra foi disponibilizada para comercialização no iTunes Store, vindo a ser enviada ao site da emissora televisa americana MTV em 30 de outubro do mesmo ano — pouco após o lançamento da faixa como single na América — e em 3 de novembro ao site português SAPO. Mais tarde, o vídeo foi reunido em um extended play (EP) juntamente com os de "Rehab", "You Know I'm No Good", "Tears Dry on Their Own", "Love Is a Losing Game" e o vídeo de uma apresentação ao vivo da faixa realizada por Winehouse no festival South by South West, nos Estados Unidos. O EP foi, posteriormente, disponibilizado para comercialização no iTunes.
Totalmente em preto-e-branco, o vídeo exibe Winehouse no cortejo fúnebre de seu próprio coração. Nele, a artista dirige-se junta a uma procissão rumo a um cemitério em que deixará o símbolo de seu perdido amor a descansar. A gravação inicia-se com as imagens de um cômodo em que estão presentes a cantora sentada em uma poltrona e dois homens. Em frente à residência, um grupo de pessoas — presumivelmente amigos e familiares — aguardam a artista para irem ao funeral. Vê-se, pouco depois, Winehouse a descer as escadas e a entrar em um automóvel, que a levará até ao local onde se realizará o velório. Durante o percurso, a cantora sai do veículo e continua a trajetória a caminhar à sua frente até ao local onde ocorrerá a cerimônia. Lá chegando, é retirada de um automóvel uma pequena caixa, em que o coração da artista está, a qual é conduzida até a uma cova. A artista joga uma flor de cor branca sobre a caixa, enquanto a observa juntamente com outras pessoas por alguns segundos. Neste momento, é reproduzida a ponte da canção, em que o seu ritmo se desacelera e é repetida a palavra "black", e em certo momento é focado o rosto da artista com os olhos repletos de lágrimas. A esse versículo, é intercalado outro em que Winehouse aparece a sós sentada em uma cama. Um rapaz põe um pouco de terra sobre a caixa; outros deixam o local. A canção recupera o ritmo inicial pouco depois, e todos deixam o local em seguida. Winehouse é a única a permanecer. Ao fim, a artista é vista a pegar um pouco de terra, joga-o sobre a caixa e deixa o local em seguida.
Após o seu lançamento, o vídeo concorreu ao troféu "Melhor Vídeo Musical" na cerimônia de entrega de prêmios britânica MOBO Awards, mas perdeu-o para "Stronger" (2007), de Kanye West. Justin Myers, da Official Charts Company, descreveu o vídeo como "sombrio" e destacou-o pelo fato de a obra ser a primeira a exibir com nitidez o penteado beehive de Winehouse.  Guilherme Bryan, do site Yahoo!, caracterizou-o como "uma produção cinematográfica dos anos 1950, com certo ar de filme noir". O repórter e escritor Donald Brackett descreveu a gravação como uma "obra neorrealista", "um dos vídeos mais visualmente sugestivos de sua curta carreira" e "possivelmente, o vídeo mais efetivamente ilustrativo desde que Michael Jackson encarnou o espetacular Bob Fosse  em seu vídeo épico de "Billie Jean", em 1982". Após o falecimento de Winehouse, a obra retornou em nono lugar entre os vídeos mais reproduzidos pelos espectadores do Yahoo! Music nos Estados Unidos. Publicada na plataforma de vídeos Vevo apenas em 23 de dezembro de 2009, a produção ultrapassou a marca de 100 milhões de visualizações em novembro de 2015, de modo que recebeu o chamado "Certificado da Vevo" — o primeiro de Winehouse a realizar a proeza. Até 29 de dezembro, o teledisco registrava mais de 110 milhões de reproduções no serviço.

## Apresentações ao vivo

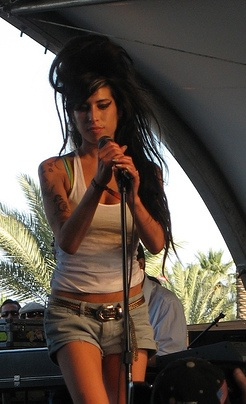
Amy Winehouse a atuar ao vivo no festival de Coachella, em abril de 2007. O repertório de seus concertos em casas de espetáculos e festivais musicais incluiu "Back to Black".

"Back to Black" foi por Winehouse interpretada pela primeira vez ao vivo em 10 de setembro de 2006, no pub The Fleece, em Bristol, Inglaterra. Analisando a apresentação, Michael Deacon escreveu nas páginas do Daily Telegraph que a faixa era "a melhor das novas canções". A artista executou-a novamente no dia 12 na Bloomsbury Ballrooms, uma vez mais em Londres. Em meados de outubro, Winehouse interpretou cinco canções, entre as quais "Back to Black", em uma sala de exposição da empresa Gibson Guitar a pedido da empresa de telecomunicações Tiscali, que, posteriormente, transmitiu a gravação da apresentação em seu site. Acompanhada apenas por um guitarrista, a cantora "cantava e ululava, ostentando sem esforço devastadora e emotiva voz" durante a execução da faixa-título de Back to Black, nas palavras de um repórter do OkayPlayer. Em novembro, Winehouse iniciou uma excursão em casas de espetáculos pela Inglaterra e Escócia, entre as quais a Oran Mor, em Glasgow, a KoKo, em Londres, e a Birmingham Academy, em Birmingham, nos dias 12, 14 e 16, respectivamente, tendo incluído a faixa em sua set list.
A artista foi uma das atrações do concerto beneficente Little Noise Sessions, realizado em 24 de novembro com vistas à arrecadação de recursos para a MENCAP, uma instituição filantrópica que assiste pessoas com deficiência mental. Lá, a artista executou canções de Frank e Back to Black, inclusive a faixa homônima deste, para além dos covers "We're Still Friends" e "I Love You More Than You'll Ever Know", ambas de Donny Hathaway. "Back to Black" foi por Winehouse incluída no repertório de sua apresentação no AOL  Music Live! Winter Warmer, no Reino Unido, em 29 do mesmo mês. A empresa AOL, promotora do evento, gravou as apresentações dos artistas e, mais tarde, reuniu algumas canções, entre as quais "Back to Black", em um CD, lançando-o no iTunes em 2007. Em 3 de dezembro, a intérprete dirigiu-se à Irlanda para exibir-se no festival Other Voices. Acompanha apenas por um guitarrista e por um baixista, a cantora executou "Back to Black" juntamente com "Tears Dry on Their Own", "Love Is a Losing Game", "Rehab" e "Me & Mr. Jones". Ainda em 2006, a artista participou do programa televisivo britânico London Live — mais conhecido como The Album Chart Show —, transmitido pela rede Channel 4, no qual apresentou a gravação.
"Back to Black" constou no repertório da primeira apresentação ao vivo de Winehouse nos Estados Unidos, que ocorreu no Joe's Pub, em Manhattan, Nova Iorque, em 16 de janeiro de 2007. A cantora executou a faixa novamente em seu concerto no evento ShockWaves NME Awards, sediado em Londres, em 19 de fevereiro. Em 8 de março, a intérprete incluiu a canção na set list de um concerto realizado no Porchester Hall, em Londres, gravado pela BBC One. Cinco dias mais tarde, realizou a sua segunda apresentação na América. Utilizando um vestido negro ornado com bolinhas brancas, Winehouse exibiu-se na casa de espetáculos Bowery Ballroom, em Nova Iorque, em 13 de março — dia no do lançamento do disco Back to Black nos Estados Unidos —, e "seduziu a multidão com quatro canções consecutivas de seu novo disco, incluindo a dilacerante faixa-título", nas palavras de Amelia McDonell-Parry, repórter da Rolling Stone. A cantora foi a atração de uma série musical intitulada 45th at Night, da MTV, filmada em 2007 no estúdio One Astor Plaza, localizado na Times Square. Lá, Winehouse e a sua banda realizaram "intensa e comovente" interpretação, nas palavras de James Montgomery, repórter do canal, de canções como "Back to Black", "Rehab", "Me & Mr. Jones", "You Know I'm No Good" e "Love Is a Losing Game" — a última contou com a participação de Mos Def. Ao longo de 2007, "Back to Black" foi incluída no repertório das apresentações de Winehouse em festivais musicais — como o South by South West, Coachella Valley Music & Arts, o Isle of Wight, o Glastonbury, o Eurockéennes de Belfort, o Virgin, o Lollapalooza, entre outros — bem como no de sua excursão pelo continente europeu e pelo Norte da América.
Em 1.º de novembro, a artista compareceu ao MTV Europe Music Award de 2007 — àquele ano sediado em Munique, Alemanha. Uma adição de última hora à cerimônia, a participação de Winehouse foi anunciada pela MTV na manhã do dia 1.º, e o evento foi realizado à noite. Àquela edição, a cantora concorria a quatro troféus, dos quais venceu um. Após receber o galardão, Winehouse assistiu ao restante da cerimônia com Blake Fielder-Civil, o seu cônjuge, e apresentou-se horas depois. Utilizando um curto vestido jeans com um grosso e negro cinto e um lenço vermelho em seu cabelo, a artista executou "Back to Black". A sua apresentação, no entanto, foi fortemente criticada pela imprensa, que classificou a artista como "insegura" e relatou a sua "dificuldade em recordar a letra da canção". O site da MTV noticiou que a artista estava "cambaleante" no palco, enquanto Jason Gregory, da revista Gigwise, classificou-a como "praticamente inaudível" e chamou à sua apresentação "terrível". Vicki Hyman, do periódico americano New Jersey, escreveu: "Foi necessário assistir ao vídeo da atuação no site Jezebel e acompanhá-lo com uma versão impressa das letras para perceber o que diabos essa moça estava cantando/algaraviando". Em 4 de novembro, Winehouse interpretou a faixa no programa televisivo italiano Quelli che il calcio, apresentado por Simona Ventura. O tema foi incluído nos concertos de Winehouse em festivais em 2008, entre os quais o Rock In Rio Lisboa, em Portugal — ao qual a artista compareceu atrasada e com a voz rouca e em que a sua interpretação de "Back to Black" foi considerada o "momento da noite" —, o T In The Park e o Glastonbury, ambos em Inglaterra. Após encerrar as suas apresentações àquele ano, a cantora iniciou um hiato de quase três anos. A artista retornou aos palcos somente em 2011, com uma turnê cujas primeiras apresentações ocorreram no Brasil, entre os dias 9 e 15 de janeiro de 2011, em Florianópolis, Rio de Janeiro, Recife e São Paulo. "Back to Black" foi, uma vez mais, incluída no repertório.

## Outras versões

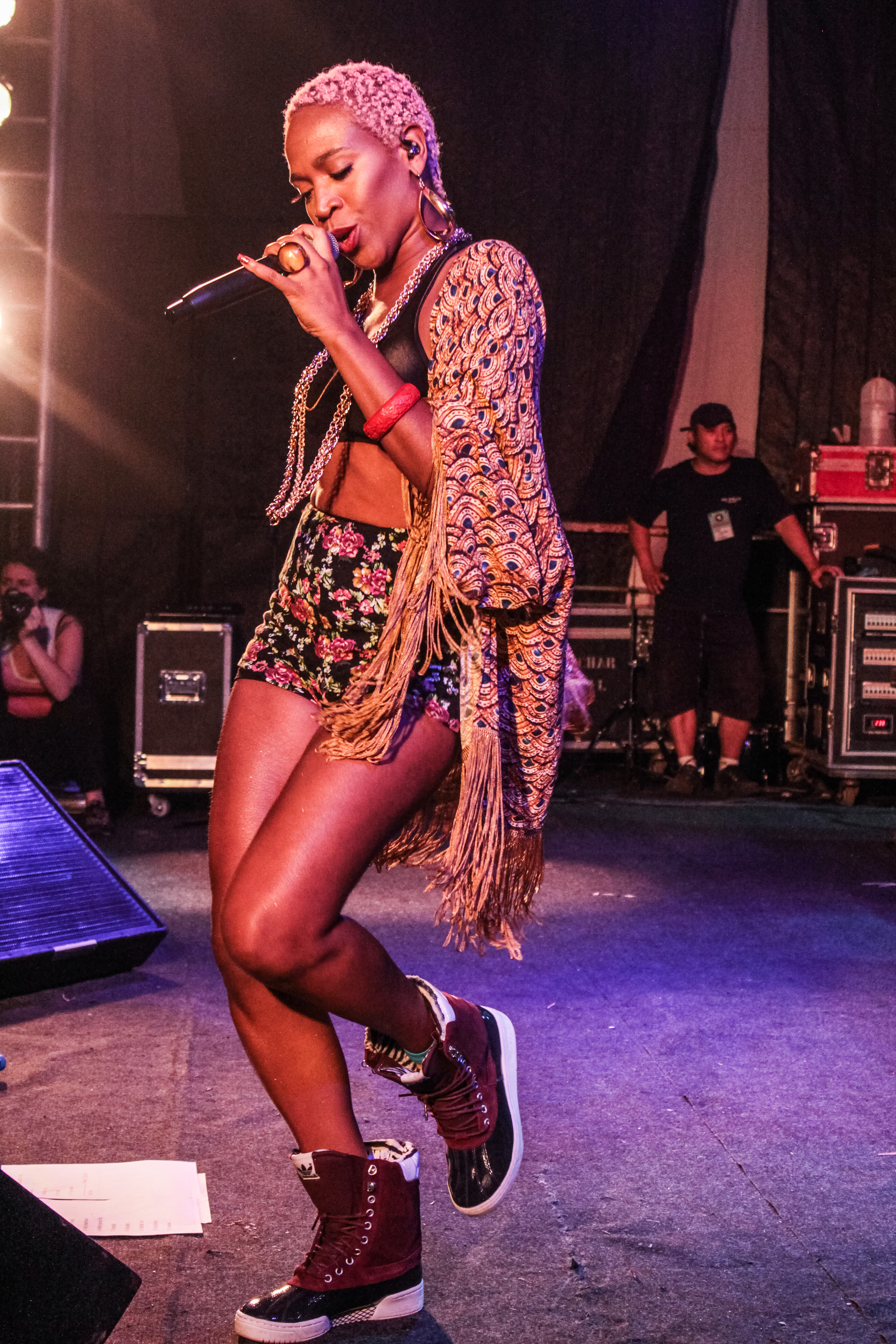
A cantora e rapper brasileira Karol Conka foi um dos artistas que apresentaram uma versão da faixa, incluindo-a no repertório de sua turnê entre 2016 e 2017.

O grupo musical britânico The Rumble Strips realizou um cover da canção e incluiu-a na reedição de seu disco de estreia, Girls and Weather, em setembro de 2007. Em novembro do mesmo ano, o grupo feminino conterrâneo Hope apresentou a canção no concurso de talentos The X Factor. O artista Dev Hynes regravou a faixa e editou-a como lado B de seu single "Tell Me What It's Worth", de 2008. Priya Elan, da revista NME, considerou o cover de Hynes "adequadamente perturbador e desolador". Ainda em 2008, a faixa foi apresentada ao vivo pelas bandas Elbow e Glasvegas em suas performances no programa Live Lounge, da estação radiofônica BBC Radio 1. A cantora brasileira Belô Velloso regravou o tema e incluiu-o em seu disco Versão Brasileira (2009). Além disso, em um concerto ao vivo gravado exclusivamente pelo UOL, a artista executou a faixa. Assim o fez a musicista francesa Amanda Lear, que incluiu a sua versão no disco Brief Encounters (2009). Posteriormente, em 13 de dezembro de 2012, a artista lançou a faixa como um single no iTunes, disponibilizando-a em três edições: a que fora incluída em seu disco de 2009, uma versão acústica à guitarra e uma remistura intitulada "Dance Amanda's Vino Della Casa Mix". Editores do site Idolator, no entanto, descreveram a versão de Lear como "um dos mais estranhos covers de uma canção de Amy Winehouse".
O tema foi apresentado pela personagem Santana Lopez — interpretada por Naya Rivera — no programa televisivo Glee. O episódio foi exibido em 17 de maio de 2011. A cantora americana Ronnie Spector, ex-integrante das Ronettes, grupo feminino de soul dos anos 1960 — umas das influências musicais de Amy Winehouse —, apresentou a faixa frequentemente em seus concertos ao vivo. Em 2 de agosto de 2011, em homenagem a Winehouse — que falecera semanas antes —, Spector lançou como single no iTunes uma versão da obra que regravara em estúdio. O grupo musical britânico The Selecter regravou o registro e incluiu-o em seu disco Made In Britain, lançado em setembro de 2011. A versão da banda iria ser distribuída como single, mas o seu lançamento como tal foi cancelado por coincidir com o dia do falecimento de Winehouse. Em 18 de dezembro do mesmo ano, a cantora britânica Florence Welch interpretou a canção como forma de homenagear Winehouse no programa televisivo VH1 Divas Celebrates Soul, do VH1, cujas gravações foram realizadas na casa de espetáculos Hammerstein Ballroom, em Nova Iorque. Mark Graham, ao escrever para o site do canal, comentou que a performance de Welch contribuiu para solidificar o legado musical de Winehouse. Em maio de 2012, Vince Kidd, participante do programa de talentos britânico The Voice UK, apresentou a faixa durante a semifinal do concurso. No mês seguinte, Mark Ronson estreou na BBC Radio 6 uma versão da canção. Em setembro de 2013, a gravação foi novamente apresentada no palco do programa The Voice UK, desta vez pela cantora escocesa Jade Richards e, em dezembro do mesmo ano, foi interpretada por Jacquie Lee durante a sua participação na versão americana do programa de talentos. O tema foi novamente realizado por um participante de programas do gênero em 2014, desta vez no Idols South Africa, tendo sido o intérprete Bongiwe Silinda. A cantora e rapper brasileira Karol Conka apresentou um cover da canção no programa televisivo Música Boa ao Vivo, em 11 de outubro de 2016, e adicionou a faixa ao repertório de sua turnê ao longo de 2016 e 2017.

### Versão de Beyoncé e André 3 000
| |  |  |
| Os cantores americanos Beyoncé e André 3 000 regravaram a canção em 2013 para a trilha-sonora do filme O Grande Gatsby. |  |  |

A faixa foi regravada pelos cantores americanos Beyoncé e André 3 000 em meados de 2013 para a trilha-sonora do filme O Grande Gatsby. A inclusão da canção na obra foi sugestão do rapper compatriota Jay-Z. O cineasta australiano Baz Luhrmann, responsável pela direção filme, tencionava acrescer à produção um tom mais obscuro, de modo que a recomendação de Jay-Z o agradou demasiado. O tema foi a última canção gravada para a trilha-sonora do material e foi anunciado em 1.º de abril de 2013. Em 4 do mesmo mês, demonstrações da faixa foram divulgadas por meio de trailers do filme. Um excerto de noventa segundos foi divulgado em 21 de abril e, no mesmo dia, foi disponibilizado para audição no iTunes. A faixa foi transmitida inteiramente pela primeira vez no dia 23, por meio da East Village Radio, de Mark Ronson.
Em termos de composição musical, a regravação é relativamente mais lenta que a original. Distanciado-se da produção Wall of Sound sessentista da gravação de Winehouse, a versão dos artistas americanos apresenta elementos minimalistas e eletrônicos e o trabalho de sintetizadores com ocasionais e repetitivos acordes de guitarra. A letra da canção foi levemente modificada: André 3 000 profere-a na primeira pessoa ao início da gravação até à sua metade, quando Beyoncé assume a canção e profere as letras originais com vocais "sedutores e sensuais".
A regravação dividiu os críticos musicais, muitos dos quais consideraram a faixa original "demasiadamente perfeita para ser retrabalhada". Mitch Winehouse, pai da artista, por sua vez, criticou veementemente a gravação. Já em 2 de abril, um dia após ser anunciado que Beyoncé e André 3 000 realizariam um cover da faixa, Mitch demonstrou o seu descontentamento por meio de seu perfil no Twitter em razão de não ter sido contatado previamente para que autorizasse a regravação. Mitch Winehouse, aliás, propôs a Beyoncé que doasse 100 mil libras esterlinas à Amy Winehouse Foundation — instituição filantrópica fundada pelos familiares de Amy Winehouse após o seu falecimento. A repórter Kia Makarechi, do Huffington Post, considerou "curioso" o fato de Mitch solicitar um pagamento a Beyoncé, uma vez que a artista não utilizou a gravação em seus trabalhos de estúdios, isto é, não o fez em benefício próprio. Em 22 do mesmo mês, o pai de Winehouse manifestou-se novamente por meio de suas redes sociais, em que escreveu não haver problemas no fato de Beyoncé ter regravado a canção. No entanto, após a faixa ser divulgada por completo, Mitch criticou fortemente a gravação, sobretudo a participação de André 3 000, à qual chamou "terrível", finalizando: "[André] deveria ter deixado Beyoncé fazer tudo sozinha". O produtor musical da canção original, Mark Ronson, porém, revelou-se "lisonjeado e honrado" com a versão de Beyoncé e André 3 000.

## Faixas e formatos
"Back to Black" foi disponibilizado em formatos físico e digital em lojas como Amazon.com e iTunes. Um extended play (EP) contendo cinco remixes foi lançado no iTunes em 2007. Em algumas nações europeias, a canção foi editada em formatos CD single e CD-Maxi. No Reino Unido, foi lançado um vinil de edição limitada, que incluía a edição original da faixa e uma versão remisturada.
| Download digital |                 |         |  |
| N.º              | Título          | Duração |  |
| 1.               | "Back to Black" | 4:01    |  |

| CD single |                                   |         |  |
| N.º       | Título                            | Duração |  |
| 1.        | "Back to Black"                   | 4:01    |  |
| 2.        | "Valerie" (Jo Whiley Live Lounge) | 3:53    |  |
| 3.        | "Hey Little Rich Girl"            | 3:33    |  |
| 4.        | "Back to Black" (Vídeo musical)   | 4:01    |  |

| EP digital de remixes e b-sides |                                           |         |  |
| N.º                             | Título                                    | Duração |  |
| 1.                              | "Back to Black" (The Rumble Strips Remix) | 3:48    |  |
| 2.                              | "Back to Black" (Mushtaq Vocal Remix)     | 4:03    |  |
| 3.                              | "Back to Black" (Original Demo)           | 3:01    |  |
| 4.                              | "Back to Black" (Vodafone Live At TBA)    | 3:52    |  |
| 5.                              | "Back to Black" (Steve Mac Vocal)         | 6:02    |  |

| Vinil de edição limitada |                                           |         |  |
| N.º                      | Título                                    | Duração |  |
| 1.                       | "Back to Black"                           | 4:01    |  |
| 2.                       | "Back to Black" (The Rumble Strips Remix) | 3:48    |  |

## Créditos
Lista-se abaixo os profissionais envolvidos na elaboração de "Back to Black", de acordo com o encarte do disco homônimo.
Gravação
- Gravada em março de 2006;
- Vocais registrados no Chung King Studios, Nova Iorque;
- Instrumentais registrados no Dap King Studios e Metropolis Studios, em Nova Iorque e Londres, respectivamente.

Equipe
| - Amy Winehouse: vocal principal, composição; - Mark Ronson: produção, engenharia de áudio, tamborim, composição; - Tom Elmhirst: mistura; - Matt Paul: assistente de mistura; - Jesse Gladstone e Mike Makowski: assistentes de engenharia; - Victor Axelrod: piano - Homer Steinweiss: bateria; - Anthony Pleeth, Joely Koos e John Heley: violoncelo; - Binky Griptite e Thomas Brenneck: guitarras; - Frank Ricotti: percussão; | - Chris Elliott: condutor e contratador de orquestração; - Isabel Griffiths: contratador de orquestra; - Nick Movshon: baixo elétrico; - Bruce White, Jon Thorne, Katie Wilkinson e Rachel Bolt: viola; - Liz Edwards, Perry Montague-Mason, Chris Tombling, Mark Berrow, Warren Zielinski, Boguslaw Kostecki, Peter Hanson, Jonathan Rees, Tom Pigott-Smith e Everton Nelson: violino; - Jamie Talbot: saxofone tenor; - Dave Bishop: saxofone barítono; - Andy Mackintosh e Chris Daves: saxofone alto. |

## Desempenho nas tabelas musicais
No Reino Unido, "Back to Black" registrou, a princípio, repercussão bastante modesta, tendo estreado na tabela musical UK Singles Chart em 73.ª colocação na edição de 8 de abril de 2007, antes mesmo de seu lançamento como single. A faixa permaneceu a oscilar entre as posições inferiores do ranking por cinco edições, tendo como pico a 40.ª colocação, em 29 do mesmo mês. Após o seu lançamento físico, a obra saltou quinze posições até ao 25.º lugar na atualização de 6 de maio, estabelecendo o seu melhor resultado na tabela àquele ano. Consequentemente, tornou-se o primeiro single do disco a não alcançar uma posição entre os vinte primeiros colocados. Na UK R&B Chart, a faixa estreou em quinto lugar. Após doze semanas de vendas, a canção registrava 34 217 cópias comercializadas em território britânico. O single encerrou o ano como o 85.º mais bem-sucedido de 2007 no país, com 96 mil unidades distribuídas. Entre 2007 e 2008, o material reentrou na tabela por diversas vezes, de modo que acumulou 52 edições não-consecutivas no ranking antes de retornar em 2011, ano em que Winehouse faleceu, o que impulsionou as vendas de seus materiais discográficos. Um dia após a notícia ter-se tornado pública, a obra reassumiu a 81.ª posição da UK Singles Chart, com 3 522 réplicas comercializadas. Em 1.º de agosto de 2011, o single ascendeu à oitava posição, com 27 414 unidades distribuídas, adquirindo para si uma melhor colocação na tabela. De acordo com a Official Charts Company (OCC), a canção registrava, até o primeiro semestre de 2015, mais de 357 mil unidades comercializadas em território britânico, tornando-se a segunda mais vendida de Winehouse a solo no Reino Unido. Em uma classificação geral, que inclui canções solos e duetos, o single é apenas superado por "Valerie" (2007) — uma colaboração com Mark Ronson e cover de The Zutons, originalmente editado em 2006 — e "Rehab", respectivamente, o primeiro e segundo lançamentos mais vendidos de Winehouse. Adicionalmente, é a faixa de Amy Winehouse com o maior número de streamings em plataformas que oferecem o serviço no Reino Unido — registrando mais de 3,4 milhões de audições até ao primeiro semestre de 2015. A combinação de streamings e vendas reais resultou na atribuição de um "Disco de Platina" à gravação pela British Phonographic Industry (BPI), em 22 de setembro de 2017, por alcançar a marca de seiscentas mil cópias distribuídas no país. Com isso, tornou-se o primeiro single a solo de Winehouse a receber tal galardão da empresa.
| |  |  |
| Durante as quatro edições em que permaneceu em terceiro lugar na tabela da Áustria, "Back to Black" foi ultrapassado apenas por "Bleeding Love" (2007), de Leona Lewis, que ocupou a vice-liderança entre 14 e 28 de março, e por "New Soul" (2008), de Yael Naim, que ascendeu à segunda colocação em 4 de abril. Durante esse intervalo de tempo, entretanto, o single líder em vendas, foi "Kuschel Song" (2008), de Schnuffel. |  |  |

Noutras regiões do continente europeu, porém, a canção registrou outro folgo, vindo a conquistar as mais altas classificações alguma vez alcançadas por um single de Winehouse a solo. Na Suíça, por exemplo, o single estreou em 36.º lugar na edição de 18 de novembro de 2007. Após transitar pelo ranking por dezoito semanas, a canção ascendeu à 10.ª colocação, em 30 de março de 2008, tornando-se o segundo lançamento da artista a alcançar uma posição entre os dez primeiros lugares — "You Know I'm No Good" realizara a proeza dez semanas antes. De sua estreia a novembro de 2008, o registro deixou a tabela somente uma vez, tendo acumulado 49 edições não-consecutivas entre as canções mais vendidas semanalmente. Consequentemente, tornou-se o 33.º lançamento mais vendido de 2008 no país. Na Áustria, a gravação estreou nas tabelas de vendas em 18 de janeiro de 2008 em 65.º lugar e, após sete semanas, ascendeu às dez primeiras colocações. Imediatamente, superou "Rehab" — que alcançara o 19.º lugar e, até à data, era o maior êxito de Winehouse no país — e converteu-se no primeiro lançamento da artista a alcançar uma colocação entre os dez primeiros lugares. Em 14 de março, a obra chegou ao terceiro lugar, no qual se manteve por quatro edições. Nesse meio período, a ascensão do single à posição mais elevada apenas foi impedida por "Bleeding Love" (2007), da musicista britânica Leona Lewis, que ocupou o segundo lugar entre as edições de 14 a 28 desse mês, e por "New Soul" (2008), da artista franco-israelita Yael Naim, que assumiu a vice-liderança em 4 de abril. Todos, por sua vez, perderam a liderança para "Kuschel Song" (2008), de Schnuffel. Com 42 semanas consecutivas de permanência na tabela, o single de Winehouse encerrou o ano de 2008 como o 13.º lançamento mais vendido em território austríaco. Na Alemanha, o single registrou a sua mais alta estreia, alcançando o oitavo lugar na edição de 21 de março de 2008. Após dez semanas a oscilar entre os 30 mais vendidos, a obra ascendeu à segunda colocação, em 31 de maio, tendo encerrado 2008 como o 48.º mais vendido em território alemão. Foi em território polonês, no entanto, que "Back to Black" obteve o seu maior êxito. Lá, a canção estreou em 30.º lugar em 31 de maio de 2008. Em apenas cinco semanas, durante as quais registrou ininterrupta ascensão, a gravação conquistou o primeiro lugar, onde permaneceu por três atualizações não-consecutivas. Consequentemente, converteu-se no segundo lançamento de Winehouse a realizar a proeza — atrás apenas de "You Know I'm No Good", que alcançara o topo em março do mesmo ano.
No Brasil, a gravação tornou-se o único single da artista a ser premiado pela Associação Brasileira de Produtores de Disco (ABPD) — hoje Pro-Música Brasil — em qualquer nível. A canção recebeu o certificado "Disco de Ouro" da empresa em 2009 por vender mais de 50 mil unidades digitais. Noutras regiões, por sua vez, o tema recebeu maior atenção após o falecimento de Amy Winehouse, em 2011. Foi o que se verificou nos Estados Unidos. Lá, a obra vendeu quinze mil unidades durante as primeiras 36 horas após a divulgação do ocorrido e veio a estrear em uma tabela do país apenas em 6 de agosto de 2011, ao alcançar o 55.º lugar da Billboard Digital Songs, com 31 mil réplicas comercializadas. Consequentemente, obteve a 19.ª colocação da Billboard R&B Digital Songs. Em fevereiro de 2015, o single foi premiado com "Disco de Platina" pela Recording Industry Association of America (RIAA), devido às vendas de mais de um milhão de unidades em território americano. Em França, realizou a sua primeira aparição nas tabelas de vendas em 42.º lugar horas após a imprensa divulgar o óbito da artista. Uma semana mais tarde, saltou à 15.ª posição, com 4 213 downloads pagos. Assim o foi também nos Países Baixos, em que a canção fez a sua estreia na tabela MegaCharts em agosto de 2011, em 18.º lugar. Noutros locais, similarmente ao ocorrido no Reino Unido, o single acabou por superar as suas classificações anteriores. Foi o que se constatou em territórios italiano, suíço e espanhol, onde a canção reentrou em terceiro, oitavo e 10.º lugares, respectivamente. Nessas regiões, o tema alcançara, no ano de 2008, a 12.ª, a 10.ª e a 19.ª posições, nesta ordem. Consequentemente, tornou-se o mais bem-posicionado single de Winehouse nas tabelas da Itália. O mesmo ocorreu na Irlanda, onde a gravação retornou em 11.º lugar — em 2007, a faixa alcançara o 33.º lugar —, tornando-se o único lançamento da artista a alcançar uma posição entre as quinze primeiras classificações. Em território grego, a canção regressou em 13 de agosto em uma colocação que lhe era familiar: o topo. Como resultado de suas vendas elevadas em diversas nações europeias, a canção regressou em oitavo lugar à Euro Digital Songs, que contabiliza as vendas digitais de canções em todo o continente europeu, vindo a alcançar a quinta classificação como o seu pico.
| Região (tabela musical)                                | Melhor posição |
| ------------------------------------------------------ | -------------- |
| Alemanha (Media Control Charts)                        | 2              |
| Austrália (ARIA Charts)                                | 56             |
| Áustria (Ö3 Austria top 40)                            | 3              |
| Bélgica (Ultratop 50 de Flandres)                      | 32             |
| Bélgica (VRT Radio Chart de Flandres)                  | 6              |
| Bélgica (Bubbling Under de Valônia)                    | 12             |
| Chile (Feria del Disco)                                | 1              |
| Coreia do Sul (Gaon Digital Chart)                     | 65             |
| Dinamarca (IFPI Dinamarca)                             | 24             |
| Escócia (Scottish Singles Charts)                      | 13             |
| Espanha (Productores de Música de España)              | 10             |
| Estados Unidos (Billboard Digital Songs)               | 55             |
| França (Syndicat National de l'Édition Phonographique) | 15             |
| Grécia (Greece Digital Songs)                          | 1              |
| Irlanda (Irish Singles Chart)                          | 11             |
| Israel (Media Forest)                                  | 6              |
| Itália (Federazione Industria Musicale Italiana)       | 3              |
| Luxemburgo (Luxembourg Radio Songs)                    | 3              |
| Países Baixos (MegaCharts)                             | 18             |
| Polônia (Związek Producentów Audio Video)              | 1              |
| Portugal (Portugal Digital Songs)                      | 10             |
| Reino Unido (UK Singles Chart)                         | 8              |
| Reino Unido (UK R&B Singles Chart)                     | 4              |
| Chéquia (Czech Airplay Chart)                          | 79             |
| Suíça (Schweizer Singles Chart)                        | 8              |
| Turquia (Radyo ODTÜ Chart)                             | 3              |
| União Europeia (Euro Digital Songs)                    | 5              |

| Região (Certificador)      | Certificação | Vendas     |
| -------------------------- | ------------ | ---------- |
| Alemanha (BVMI)            | Ouro         | 150 000+   |
| Brasil (ABPD)              | Ouro         | 50 000+    |
| Coreia do Sul (KMCIA)      | —            | 861 115    |
| Dinamarca (IFPI Dinamarca) | Ouro         | 30 000+    |
| Espanha (PROMUSICAE)       | Ouro         | 20 000+    |
| Estados Unidos (RIAA)      | Platina      | 1 000 000+ |
| Itália (FIMI)              | Platina      | 50 000+    |
| Reino Unido (BPI)          | Platina      | 600 000+   |
| Suíça (IFPI Schweiz)       | Platina      | 30 000+    |

### Bibliográficas
1. Newkey-Burden, Chas (2008). Amy Winehouse Biografia. Brasil: Editora Globo. ISBN 978-85-250-4580-5

### Gerais
1. 1 2  Rui Miguel Abreu (23/7/2015). "Amy Winehouse: vida trágica, grande música, talento desperdiçado". Blitz. Consultado em 3 de fevereiro de 2017.
2. ↑  Chloe Diski (8/10/2006). "What I Know About Men..." (em inglês). The Guardian. Consultado em 3 de fevereiro de 2017.
3. 1 2  "Police: Singer Amy Winehouse Dies" (em inglês). Yahoo! News. 23/7/2011. Consultado em 7 de fevereiro de 2017.
4. 1 2  Jacqui Swift (26/10/2006). "Wine, Woman and Song" (em inglês). The Sun. Consultado em 3 de fevereiro de 2017.
5. ↑  Jenny Eliscu (14/6/2007). "Amy Winehouse: The Diva and Her Demons" (em inglês). Rolling Stone. Consultado em 3 de fevereiro de 2017.
6. 1 2  Marcus Dunk (10/8/2007). Amy's Downward Spiral" (em inglês). The Daily Express. Consultado em 3 de fevereiro de 2017.
7. 1 2  Dorian Lynskey (26/6/2015). "Billboard Cover: Sam Smith, Mark Ronson and More on Amy Winehouse's Lasting Legacy, Tragic End and Eye-Opening New Documentary" (em inglês). Billboard. Nielsen Business Media, Inc. Consultado em 3 de fevereiro de 2017.
8. ↑  Jessamy Calkin (2015). "Amy Winehouse: Behind The Controversial Documentary" (em inglês). The Daily Telegraph. Consultado em 3 de fevereiro de 2017.
9. ↑  Jim Carroll (1.º/12/2006). "From the Archive: Amy Winehouse, Act Two - 'This Time, I Know What Is Going On'" (em inglês). The Irish Times. Consultado em 3 de fevereiro de 2017.
10. ↑  "Vai ficar". Billboard Brasil. Edição: 22. Agosto/2011. P. 52-3. Nielsen Business Media, Inc. ISSN: 977-217605400-2.
11. 1 2 3  Terry Gross (31/12/2015). "The Story Behind Mark Ronson's Hit Song 'Uptown Funk'" (em inglês). National Public Radio. Consultado em 2 de fevereiro de 2017.
12. 1 2  Tim Perlich (10/5/2007). "Amy Winehouse" (em inglês). Now Magazine. Consultado em 11 de maio de 2017.
13. 1 2  Ann Powers (17/3/2007). "What's Past Is Perfect For Her Brassy Alto" (em inglês). Los Angeles Times. Consultado em 11 de maio de 2017.
14. ↑  Maura Johnston (27/10/2016). "Amy Winehouse's Back to Black: 10 Things You Didn't Know" (em inglês). Rolling Stone. Consultado em 11 de maio de 2017.
15. ↑  Scott Heins (8/7/2015). "Watch Amy Winehouse & Mark Ronson Record "Back To Black" In Newly-Uncovered 2006 Studio Clip" (em inglês). OkayPlayer. Consultado em 2 de fevereiro de 2017.
16. ↑  Paul Tingen (Agosto/2007). "Secrets Of The Mix Engineers: Tom Elmhirst" (em inglês). Sound on Sound. Consultado em 2 de fevereiro de 2017.
17. ↑  "See BRIT Winner Winehouse Duet With Weller" (em inglês). Uncut. 15/2/2007. Consultado em 11 de maio de 2017.
18. ↑  "Amy Winehouse Confirms New Single" (em inglês). NME. 7/3/2007. Consultado em 21 de novembro de 2017.
19. 1 2 3 4  Fraser McAlpine (22/4/2007). "Reviews: Amy Winehouse - 'Back to Black'" (em inglês). BBC Music. Consultado em 7 de maio de 2017.
20. ↑  "PlayList Radio 1 - The B List" (em inglês). BBC Radio. 4/4/2007. Consultado em 20 de novembro de 2017.
21. ↑  "Amy Winehouse - Back to Black (Radio Version)" (em inglês). 7Digital. Consultado em 20 de novembro de 2017.
22. 1 2  "Amy Winehouse – Back to Black" (em inglês). Discogs. Consultado em 28 de maio de 2017.
23. ↑  "Amy Winehouse Teams Up With Jay Z" (em inglês). NME. 26/4/2007. Consultado em 21 de novembro de 2017.
24. 1 2  "Amy Winehouse - Back to Black" (em inglês). Discogs. Consultado em 28 de maio de 2017.
25. ↑  "Amy Winehouse - Back to Black (Steve Mac Remix)" (em inglês). 7Digital. Consultado em 20 de novembro de 2017.
26. ↑  "HMV Singles - Amy Winehouse - 'Back to Black'" (em inglês). HMV Retail LTD. Consultado em 20 de novembro de 2017.
27. ↑  "Amy Winehouse - Back to Black (The Rumble Strips Remix)" (em inglês). 7Digital. Consultado em 20 de novembro de 2017.
28. ↑  "Amy Winehouse - Back to Black (Original Demo)" (em inglês). 7Digital. Consultado em 20 de novembro de 2017.
29. ↑  "Amy Winehouse - Back to Black" (em russo). TOP-Hit. Consultado em 9 de maio de 2017.
30. ↑  "Amy Winehouse - Back to Black" (em inglês). Amazon.com. Consultado em 10 de maio de 2017.
31. ↑  "Amy Winehouse - Back to Black" (em inglês). Amazon.com. Consultado em 10 de maio de 2017.
32. ↑  "Available for Airplay - Modern Rock" (em inglês). FMQB. Consultado em 9 de maio de 2017.
33. ↑  "Available for Airplay - Contemporary Hit Radio" (em inglês). FMQB. Consultado em 9 de maio de 2017.
34. ↑  Thierry Cadet (8/1/2008). "Amy Winehouse propose le single 'Back to Black'" (em francês). Charts In France. Consultado em 25 de maio de 2017.
35. ↑  "Amy Winehouse - Back to Black - Maxi single" (em inglês). Fnac. Consultado em 10 de maio de 2017.
36. ↑  "Amy Winehouse - Back to Black" (em alemão). Amazon.com. Consultado em 25 de maio de 2017.
37. ↑  "Offizielle Deutsche Charts - Amy Winehouse - Chart History" (em alemão). Offizielle Deutsche Charts. Consultado em 25 de maio de 2017.
38. ↑  "Amy Winehouse - Back to Black" (em castelhano). Amazon.com. Consultado em 10 de maio de 2017.
39. ↑  "Del 40 al 1 presenta lo nuevo de Pereza, Amy Winehouse y Alicia Keys" (em castelhano). Los 40 Principales. 20/6/2008. Consultado em 25 de maio de 2017.
40. ↑  "Nieuwe Muziek: Amy Winehouse In De Herkansing" (em neerlandês). RTV Lansingerland. 5/8/2011. Consultado em 21 de novembro de 2017.
41. 1 2 3  Jack Aiello (24/7/2011). "Amy Winehouse: Her 10 Best Singles" (em inglês). Yahoo! Music. Consultado em 8 de maio de 2017.
42. 1 2 3 4 5  Justin Myers (6/9/2014). "Official Charts pop Gem #72: Amy Winehouse – Back to Black" (em inglês). Official Charts Company. Consultado em 8 de maio de 2017.
43. ↑  Annie Reuter (23/7/2012). "Remembering Amy Winehouse: 1 Year Later" (em inglês). CBS Local. Consultado em 8 de maio de 2017.
44. ↑  Matt Fink (1.º/7/2007). "Music Disc Reviews: Amy Winehouse - Back to Black" (em inglês). AVRev.com. Consultado em 11 de maio de 2017.
45. 1 2  "Live Music Review: Amy Winehouse" (em inglês). BBC. 22/11/2006. Consultado em 11 de maio de 2017.
46. ↑  Aisha Harris (3/5/2013). "25 Sad Songs That Will Make You Cry" (em inglês). Diffuser.FM. Consultado em 8 de maio de 2017.
47. 1 2  "Retro 007 — December 2007" (em inglês). KQED. Dezembro/2007. Consultado em 8 de maio de 2017.
48. 1 2  Natasha Wynarczyk (28/2/2017). "The Best Amy Winehouse Songs" (em inglês). Time Out. Consultado em 8 de maio de 2017.
49. 1 2  Aisha Harris (3/5/2013). "Hear Beyoncé and André 3000's 'Back to Black'" (em inglês). Slate. Consultado em 8 de maio de 2017.
50. ↑  Darcie Stevens (13/4/2007). "Review: Amy Winehouse - Back to Black" (em inglês). The Austin Chronicle. Consultado em 10 de maio de 2017.
51. 1 2  Christian John Wikane (11/3/2007). "Amy Winehouse: Back to Black" (em inglês). PopMatters. Consultado em 7 de maio de 2017.
52. ↑  John Murphy (30/10/2006). "Amy Winehouse - Back to Black" (em inglês). MusicOMH. Consultado em 8 de maio de 2017.
53. ↑  Alex MacGregor (2007). "Single Review: Amy Winehouse - Back to Black" (em inglês). UKMix. Consultado em 10 de maio de 2017.
54. 1 2  Stephen Marche (9/8/2011). "Amy Winehouse's 33 Perfect Minutes" (em inglês). Maclean's. Consultado em 10 de maio de 2017.
55. 1 2 3  Amanda Wicks (27/10/2016). "Amy Winehouse's Back to Black Turns Ten" (em inglês). CBS Radio. Consultado em 28 de maio de 2017.
56. ↑  "Digital Sheet Music - 'Back to Black' by Amy Winehouse" (em inglês). Music Notes, Inc. Consultado em 8 de maio de 2017.
57. 1 2 3  Steve Kandell (23/7/2015). "Amy Winehouse: SPIN's 2007 Cover Story, 'Lady Sings the Blues'" (em inglês). Spin. Consultado em 8 de maio de 2017.
58. ↑  Chris Taylor (30/10/2006). "Album Review: Amy Winehouse - Back to Black" (em inglês). Gigwise. Consultado em 7 de maio de 2017.
59. 1 2  "100 Tracks of the Decade" (em inglês). NME. 11/11/2009. Consultado em 7 de maio de 2017.
60. ↑  Leah Greenblatt (23/7/2011). "Amy Winehouse: 10 Best Singles" (em inglês). Entertainment Weekly. Consultado em 7 de maio de 2017.
61. ↑  Lisa Wright (10/7/2015). "Amy Winehouse: Her 10 Best Tracks" (em inglês). NME. Consultado em 8 de maio de 2017.
62. ↑  Hilary Hughes (17/7/2015). "Here's the Back to Black Story That Hit the Amy Winehouse Documentary's Cutting Room Floor" (em inglês). The Village Voice. Consultado em 10 de maio de 2017.
63. 1 2  Chris Lee (25/7/2011). "Amy Winehouse's Dark Love Affair" (em inglês). Yahoo! News. Consultado em 8 de maio de 2017.
64. 1 2  Cameron Smith (25/1/2013). "Saddest Songs Ever" (em inglês). Female First. Consultado em 10 de maio de 2017.
65. 1 2  Gabriela Tully Claymore (27/10/2016). "Back To Black Turns 10" (em inglês). Stereogum. Consultado em 8 de maio de 2017.
66. 1 2  "10 Real-Life Love Stories and The Heartbreaking Songs They Inspired" (em inglês). BBC Radio 4. Consultado em 8 de maio de 2017.
67. ↑  Mark Edward Nero (2007). "Review: Amy Winehouse - Back to Black" (em inglês). About.com. Consultado em 8 de maio de 2017.
68. ↑  Jon Pareles (23/7/2011). "For Winehouse, Life Was Messier Than Music" (em inglês). The New York Times. Consultado em 10 de maio de 2017.
69. ↑  Robert Stevens (29/7/2011). "Singer Amy Winehouse Dead at 27" (em inglês). World Socialist Web Site. Consultado em 8 de maio de 2017.
70. ↑  Laura Barton (26/7/2011). "Amy Winehouse Sang of a Deeply Feminine Suffering" (em inglês). The Guardian. Consultado em 10 de maio de 2017.
71. 1 2  Nick Levine (3/4/2007). "Music Review: Amy Winehouse - Back to Black" (em inglês). Digital Spy. Consultado em 7 de maio de 2017.
72. 1 2  "Track Reviews: Amy Winehouse - 'Back to Black'" (em inglês). NME. Abril/2007. Consultado em 7 de maio de 2017.
73. 1 2  "Single Of The Week: Amy Winehouse's 'Back to Black' (Island)" (em inglês). 4Music. 30/4/2007. Consultado em 7 de maio de 2017.
74. 1 2  "Single Reviews: Amy Winehouse - Back to Black (Island)" (em inglês). Manchester Evening News. 10/4/2007. Consultado em 11 de maio de 2017.
75. 1 2 3  Newkey-Burden (2008), 92.
76. ↑  Will Hermes (9/3/2007). "Music Review: Amy Winehouse - Back to Black" (em inglês). Entertainment Weekly. Consultado em 7 de maio de 2017.
77. ↑  Alexandra Pollard (23/7/2015). "RIP Amy Winehouse: Her Greatest Tracks, Ranked" (em inglês). Gigwise. Consultado em 11 de maio de 2017.
78. ↑  Alex Denney (20/7/2007). "Album Review: Amy Winehouse's Back to Black" (em inglês). Drowned In Sound. Consultado em 7 de maio de 2017.
79. ↑  Matt Harvey (30/10/2006). "BBC Review: Amy Winehouse - Back to Black" (em inglês). BBC Music. Consultado em 7 de maio de 2017.
80. ↑  "The Best Albums & Singles of 2007" (em inglês). Slant Magazine. 15/12/2007. Consultado em 7 de maio de 2017.
81. ↑  "The Greatest Singles of 2007" (em inglês). POPJustice. 20/12/2007. Consultado em 7 de maio de 2017.
82. ↑  "100 Best Songs Of The 2000's" (em inglês). Rolling Stone. Consultado em 7 de maio de 2017.
83. ↑  Emily Barker (31/1/2014). "The 500 Greatest Songs Of All Time" (em inglês). NME. Consultado em 7 de maio de 2017.
84. 1 2  "Amy Winehouse Predicts a Fate Worse Than Rehab" (em inglês). Evening Standard. 8/2/2007. Consultado em 25 de maio de 2017.
85. 1 2 3  Guilherme Bryan (24/7/2011). "Os vídeos musicais de Amy Winehouse" (em inglês). Yahoo! Music. Consultado em 25 de maio de 2017.
86. ↑  Federica Tazza (7/10/2017). "Phil Griffin: 'Amy Winehouse amava la tragedia e la danza'" (em italiano). Rolling Stone Italia. Consultado em 19 de novembro de 2017.
87. ↑  "Amy Winehouse - 'Back to Black' - Music Video" (em inglês). YouTube. Consultado em 25 de maio de 2017.
88. ↑  "Amy Winehouse - Back to Black - Music Video" (em inglês). iTunes Store. Consultado em 25 de maio de 2017.
89. ↑  "Amy Winehouse - Back to Black" (em inglês). MTV. Consultado em 25 de maio de 2017.
90. 1 2  "SAPO Vídeos - Amy Winehouse - Back to Black". SAPO. Consultado em 25 de maio de 2017.
91. ↑  "Amy Winehouse - Back to Black (In Video) - EP" (em inglês). iTunes Store. Consultado em 25 de maio de 2017.
92. ↑  "Mobo Awards 2007: Winners In Full" (em inglês). BBC News. 19/9/2007. Consultado em 8 de outubro de 2016.
93. ↑  "Yahoo! Videos". Billboard. N.º: 23, Vol.: 123. P. 96. Nielsen Business Media, Inc. ISSN: 0006-2510.
94. ↑  Jonathan Hamard (23/7/2014). "Amy Winehouse: Ses 3 clips les plus visionnés 3 ans après sa mort" (em francês). Charts In France. Consultado em 25 de maio de 2017.
95. ↑  Matheus Fábio (5/11/2015). "Vídeo de Back to Black, de Amy Winehouse, conquista 'VEVO Certified' para finada cantora" (em inglês). Portal Famosos. Consultado em 25 de maio de 2017.
96. ↑  "Amy Winehouse: a 4 anni dalla morte, 'Rehab' conquista un nuovo riconoscimento" (em italiano). MTV Itália. 29/12/2015. Consultado em 25 de maio de 2017.
97. ↑  Owen Adams (10/9/2006). "Music Review: Amy Winehouse - The Fleece, Bristol" (em inglês). The Independent. Consultado em 25 de abril de 2017.
98. ↑  Michael Deacon (14/9/2006). "Music Review: Like Aretha Franklin at the Bus Stop" (em inglês). The Daily Telegraph. Consultado em 25 de abril de 2017.
99. ↑  Caroline Sullivan (14/9/2006). "Music Review: Amy Winehouse - Bloomsbury Ballroom, London" (em inglês). The Guardian. Consultado em 4 de fevereiro de 2017.
100. ↑  "Amy Winehouse Performs At Gibson Guitar Showroom In London" (em inglês). EPIPhone Company. 31/10/2006. Consultado em 10 de maio de 2017.
101. 1 2  "Watch Amy Winehouse Perform A Flawless Acoustic Take Of "Back To Black" Live" (em inglês). OkayPlayer. 7/4/2015. Consultado em 10 de maio de 2017.
102. ↑  "Amy Winehouse - Live Events - 2006" (em inglês). Last.FM. Consultado em 28 de maio de 2017.
103. ↑  "Live Reviews: Amy Winehouse: - KOKO, London; Tuesday, November 14" (em inglês). NME. 1.º/12/2006. Consultado em 28 de maio de 2017.
104. ↑  "Amy Winehouse @ Carling Academy 2" (em inglês). Birmingham Mail. 17/11/2006. Consultado em 28 de maio de 2017.
105. ↑  "Amy Winehouse Pays Tribute to a Soul Legend" (em inglês). NME. 24/11/2006. Consultado em 28 de maio de 2017.
106. ↑  "AOL Music Warms Up Winter!" (em inglês). PRNewswire. 24/11/2006. Consultado em 28 de maio de 2017.
107. ↑  "Amy Winehouse - Back to Black - AOL Winter Warmer (29.11.2006)" (em inglês). Universal Music Germany. Consultado em 28 de maio de 2017.
108. ↑  "Various Artists - AOL Winter Warmer 2006 (Live)" (em inglês). iTunes Store. Consultado em 28 de maio de 2017.
109. ↑  "Arena: Amy Winehouse - The Day She Came To Dingle" (em inglês). BBC Music. Consultado em 30 de abril de 2017.
110. ↑  Ronnie Scheib (17/2/2014). "Film Review: 'Amy Winehouse: The Day She Came to Dingle'" (em inglês). Variety. Consultado em 28 de maio de 2017.
111. ↑  Betsey Denberg (25/7/2011). "The Evolution of Amy Winehouse" (em inglês). New Times Broward-Palm Beach. Consultado em 19 de novembro de 2017.
112. ↑  "Amy Winehouse Takes Manhattan" (em inglês). Daily Mail. 19/1/2007. Consultado em 25 de abril de 2017.
113. ↑  Priya Elan (9/3/2007). "Amy Winehouse: Shockwaves NME Awards Show, Astoria, London, Monday, February 19" (em inglês). NME. Consultado em 27 de fevereiro de 2017.
114. ↑  "Amy Winehouse - BBC One Sessions" (em inglês). BBC One. Consultado em 28 de maio de 2017.
115. ↑  Amelia McDonell-Parry (14/3/2007). "Amy Winehouse Shows She's Worth the Buzz in NYC" (em inglês). 'Rolling Stone. Consultado em 28 de maio de 2017.
116. ↑  James Montgomery (26/7/2011). "Amy Winehouse Tribute Special To Air Tomorrow On MTV" (em inglês). MTV News. Consultado em 5 de fevereiro de 2017.
117. ↑  Shay Quillen e Mike Mayer (24/3/2007). "From SXSW to Bay Area, With a Bullet" (em inglês). Mercury News. Consultado em 7 de fevereiro de 2017.
118. ↑  Austin Powell (1.º/5/2007). "Coachella 2007" (em inglês). The Austin Chronicle. Consultado em 6 de fevereiro de 2017.
119. ↑  "Amy Winehouse Jazzes Up Isle Of Wight" (em inglês). NME. 9/6/2007. Consultado em 28 de maio de 2017.
120. ↑  Rosie Swash (22/6/2007). "Glastonbury 2007 - Review - Amy Winehouse" (em inglês). The Guardian. Consultado em 5 de fevereiro de 2017.
121. ↑  Philippe (5/7/2007). "Chronique de Concert" (em francês). Concert And Co. Consultado em 7 de fevereiro de 2017.
122. ↑  J. Freedom du Lac e David Malitz (5/8/2007). "Gimme Swelter" (em inglês). The Washington Post. Consultado em 7 de março de 2017.
123. ↑  "Amy Winehouse Plays Surly Set at Lollapalooza" (em inglês). NME. 6/8/2007. Consultado em 7 de fevereiro de 2017.
124. ↑  Mark Edward Nero (2007). "Concert Review: Amy Winehouse - Live at The Roxy - March 19, 2007" (em inglês). About.com. Consultado em 5 de fevereiro de 2017.
125. ↑  Gil Kaufman (1.º/11/2007). "Amy Winehouse Bows Out Of mtvU's Woodie Awards Due To Visa Problems" (em inglês). MTV News. Consultado em 28 de maio de 2017.
126. ↑  "Pete Doherty Defends Amy Over 'Embarrassing' MTV Performance" (em inglês). London Evening Standard. 2/11/2007. Consultado em 28 de maio de 2017.
127. 1 2  Vicki Hyman (2/11/2007). "Winehouse Wins/Slurs at European MTV Awards Show" (em inglês). New Jersey. Consultado em 28 de maio de 2017.
128. 1 2  Jason Gregory (1.º/11/2007). "Amy Winehouse Slurs Through Performance At MTV EMA's" (em inglês). Gigwise. Consultado em 28 de maio de 2017.
129. ↑  "Amy Winehouse Stumbles Through EMA Performance. Plus Justin Timberlake, Avril Lavigne, Britney Spears, Lindsay Lohan & More, In For The Record" (em inglês). MTV News. 1.º/11/2007. Consultado em 28 de maio de 2017.
130. ↑  "Amy Winehouse oggi sarà in esclusiva a Quelli che il calcio e... (con video)" (em italiano). Digital News. 4/11/2007. Consultado em 28 de maio de 2017.
131. ↑  "Amy Winehouse: recorde o concerto da cantora em Portugal" (em inglês). Rock In Rio Lisboa. 23/7/2015. Consultado em 28 de maio de 2017.
132. ↑  "Amy Winehouse Makes Blake Dedication at T In The Park" (em inglês). NME. 13/7/2008. Consultado em 30 de maio de 2017.
133. ↑  "Amy Winehouse 'Punches' Fan at Glastonbury" (em inglês). NME. 28/6/2008. Consultado em 30 de maio de 2017.
134. ↑  Marina Santa Clara Yakabe (9/1/2011). "Sorridente e apostando em hits, Amy Winehouse abre turnê brasileira com show em Floripa" . R7 Entretenimento. Consultado em 30 de maio de 2017.
135. ↑  "Mark Ronson to Produce Second Rumble Strips Album" (em inglês). NME. 12/8/2008. Consultado em 17 de maio de 2017.
136. ↑  "The Rumble Strips - Girls and Weather (Deluxe Edition)" (em inglês). iTunes Store. Consultado em 17 de maio de 2017.
137. ↑  "X Factor: Andy Tipped for Chop" (em inglês). What's on TV. 10/11/2007. Consultado em 17 de maio de 2017.
138. ↑  "Dev Hynes – Tell Me What It's Worth" (em inglês). Discogs. Consultado em 17 de maio de 2017.
139. ↑  Priya Elan (25/7/2011). "From Arctic Monkeys To Elbow, Five Stunning Amy Winehouse Cover Versions" (em inglês). NME. Consultado em 17 de maio de 2017.
140. ↑  "Live Lounge: Elbow - Thursday - 5 Jun. 2008" (em inglês). BBC Radio 1. Consultado em 17 de maio de 2017.
141. ↑  "Live Lounge: Glasvegas - Monday - 1 Sep. 2008" (em inglês). BBC Radio 1. Consultado em 17 de maio de 2017.
142. ↑  "Sobrinha de Caetano canta a Bahia" (em inglês). Jornal de Brasília. 13/8/2011. Consultado em 11 de maio de 2017.
143. ↑  "Belô Velloso - Back to Black" (em inglês). Universo Online. 6/1/2010. Consultado em 11 de maio de 2017.
144. ↑  "Amanda Lear – Brief Encounters" (em inglês). Discogs. Consultado em 17 de maio de 2017.
145. ↑  "Amy Winehouse Sung By Amanda Lear (Chanté Par Amanda Lear) - Single" (em inglês). iTunes Store. Consultado em 17 de maio de 2017.
146. ↑  "Who Covered Amy Winehouse Best? A Tribute" (em inglês). Idolator. 23/7/2011. Consultado em 17 de maio de 2017.
147. ↑  Elissa Farkas (18/5/2011). "'Glee' Recap: Love, Loss, And Pure Imagination" (em inglês). StarPulse. Consultado em 17 de maio de 2017.
148. ↑  Ronnie Spector (27/7/2011). "Exclusive: Ronnie Spector Pays Tribute to Amy Winehouse" (em inglês). Rolling Stone. Consultado em 17 de maio de 2017.
149. ↑  "Ronnie Spector - Back to Black - Single" (em inglês). iTunes Store. Consultado em 17 de maio de 2017.
150. ↑  "The Selecter - Made In Britain" (em inglês). iTunes Store. Consultado em 17 de maio de 2017.
151. ↑  "Interview: Pauline Black, Musician" (em inglês). The Scotsman. 21/8/2011. Consultado em 17 de maio de 2017.
152. ↑  "VH1 Divas: Florence Welch Leads Amy Winehouse Tribute" (em inglês). Billboard. Nielsen Business Media, Inc. 20/12/2011. Consultado em 17 de maio de 2017.
153. ↑  Mark Graham (19/12/2011). "VH1 Divas Celebrates Soul: Florence Welch's Haunting, Otherworldly Take On Amy Winehouse's Back to Black" (em inglês). VH1. Consultado em 17 de maio de 2017.
154. ↑  "Leanne, Tyler, Vince and Bo Reach BBC's The Voice Final" (em inglês). BBC News. 27/5/2012. Consultado em 27 de maio de 2017.
155. ↑  Chris Coplan (26/6/2012). "New Music: Amy Winehouse – 'Back to Black' (Unreleased Demo)" (em inglês). Consequence of Sound. Consultado em 27 de maio de 2017.
156. ↑  Jason Chester (7/9/2013). "It's The Comeback Kids! Familiar Faces Amy Mottram and Jade Richards Return for Auditions on The X Factor" (em inglês). Daily Mail. Consultado em 27 de maio de 2017.
157. ↑  Katy Kroll (17/12/2013). "'The Voice' Recap: Could Jacquie Lee Win?" (em inglês). Rolling Stone. Consultado em 17 de maio de 2017.
158. ↑  "SA Idols: Vincent Adorns Us With His Love" (em inglês). ZA Lebs. 18/8/2014. Consultado em 27 de maio de 2017.
159. ↑  "Karol Conka faz cover arrasador de Amy Winehouse". MSW/GloboSat. 11/10/2016. Consultado em 20 de novembro de 2017.
160. ↑  Felipe Maia (10/7/2016). "Dando close com a Karol Conká em Paris". Vice. Consultado em 20 de novembro de 2017.
161. ↑  Kavad Medeiros (1.º/10/2017). "Com apresentações surpreendentes, Banda Uó e Karol Conka se destacam no Festival MADA". POPLine. Consultado em 20 de novembro de 2017.
162. ↑  Jocelyn Vena (29/4/2013). "Beyonce's Back to Black Helps Make 'The Great Gatsby' A Bit 'Darker'" (em inglês). MTV News. Consultado em 17 de maio de 2017.
163. ↑  Marc Malkin (1.º/4/2013). "Beyoncé Covering Amy Winehouse for The Great Gatsby" (em inglês). E! News. Consultado em 17 de maio de 2017.
164. ↑  Amanda Dobbins (4/4/2013). "The New Gatsby Trailer Has 30 Seconds of Beyoncé's Back to Black" (em inglês). Vulture. New York Media, LLC. Consultado em 17 de maio de 2017.
165. ↑  Charley Rogulewski (21/4/2013). "Listen: Beyoncé, André 3000 Cover Amy Winehouse's Back to Black (Snippet)" (em inglês). Vibe. Consultado em 17 de maio de 2017.
166. ↑  Alex Young (21/4/2013). "Preview Jay-Z's New Song '100$ Bill', Beyoncé and André 3000's Cover of Amy Winehouse" (em inglês). Consequence of Sound. Consultado em 17 de maio de 2017.
167. 1 2  "Listen to Beyoncé and André 3000's Cover of Back to Black In Full" (em inglês). NME. 27/4/2013. Consultado em 17 de maio de 2017.
168. ↑  Jody Rosen (3/5/2013). "Various Artists: The Great Gatsby: Music From Baz Luhrmann's Film" (em inglês). Rolling Stone. Consultado em 17 de maio de 2017.
169. ↑  Glenn Gamboa (3/5/2013). "Hear 'The Great Gatsby' Soundtrack Now" (em inglês). News Day. Consultado em 17 de maio de 2017.
170. ↑  Sam Lansky (22/4/2013)."Beyonce & Andre 3000's Back to Black: Preview Their Dark Amy Winehouse Cover" (em inglês). Idolator. Consultado em 17 de maio de 2017.
171. ↑  "New Music: Beyoncé & André 3000 – Back to Black [Snippet]" (em inglês). Rap-Up. 22/4/2013. Consultado em 17 de maio de 2017.
172. ↑  Alice Vincent (15/5/2013). "'Bryan Ferry Is The Backbone of The Great Gatsby Soundtrack'" (em inglês). The Daily Telegraph. Consultado em 17 de maio de 2017.
173. ↑  Andrei Harmsworth (3/4/2013). "Amy Winehouse's Father Calls for Beyoncé to Hand Over Cash for Back to Black Cover" (em inglês). Metro'. Consultado em 17 de maio de 2017.
174. ↑  "Mitch Winehouse Wants Beyonce To Donate £100,000 To Amy Winehouse Foundation" (em inglês). Capital FM. 4/4/2013. Consultado em 17 de maio de 2017.
175. ↑  Kia Makarechi (4/4/2013). "Mitch Winehouse On Beyonce's Back to Black Cover: 'First I Have Heard' Of It" (em inglês). The Huffington Post. Consultado em 17 de maio de 2017.
176. ↑  Lily Harrison (22/4/2013). "Amy Winehouse's Father Talks Alleged Song Diss: 'I Like Beyoncé's Cover' of Back to Black" (em inglês). E! News. Consultado em 17 de maio de 2017.
177. ↑  Jamie Crossan (28/4/2013)."Mitch Winehouse: 'Andre 3000's Part In The Cover of Back to Black Is Terrible'" (em inglês). NME. Consultado em 17 de maio de 2017.
178. ↑  "Amy Winehouse - Back to Black (Remixes & B Sides) - EP" (em inglês). iTunes Store. Consultado em 28 de maio de 2017.
179. ↑  Créditos de Back to Black (2006), por Amy Winehouse. Island/Universal Music.
180. ↑  "UK Singles Chart: Week April 8, 2007" (em inglês). Official Charts Company. Consultado em 27 de abril de 2017.
181. ↑  "UK Singles Chart: Week April 29, 2007" (em inglês). Official Charts Company. Consultado em 27 de abril de 2017.
182. ↑  "UK Singles Chart: Week May 6, 2007" (em inglês). Official Charts Company. Consultado em 27 de abril de 2017.
183. 1 2  Alan Jones (25/6/2007). "White Stripes Top Albums Chart" (em inglês). Music Week. Consultado em 27 de abril de 2017.
184. ↑  "UK R&B Singles Chart: Week May 6, 2007" (em inglês). Official Charts Company. Consultado em 27 de abril de 2017.
185. ↑  "End of Year - UK Singles Chart - 2007" (em inglês). Official Charts Company. Consultado em 27 de abril de 2017.
186. ↑  Lisa McGarry (26/5/2012). "The Voice Semi Final: Vince Kidd Disappoints Us With an Overwrought Cover of Back to Black" (em inglês). Unreality TV. Consultado em 28 de maio de 2017.
187. ↑  Alan Jones (24/7/2011). "Adele Still on Top But UK Album Sales Fall to 13-Year Low" (em inglês). Music Week. Consultado em 27 de abril de 2017.
188. ↑  "Record Week for Solo Female Artists" (em inglês). Music Week. 31/7/2011. Consultado em 27 de abril de 2017.
189. 1 2  Justin Myers (18/7/2015). "Amy Winehouse's Back to Black In Numbers" (em inglês). Official Charts Company. Consultado em 23 de novembro de 2017.
190. ↑  Daniel Lane (23/6/2017). "Streaming and the Official Singles Chart: Everything You Need to Know!" (em inglês). Official Charts Company. Consultado em 23 de novembro de 2017.
191. ↑  "Amy Winehouse's Single 'Back to Black' Goes Platinum" (em inglês). British Phonographic Industry. 22/9/2017. Consultado em 23 de novembro de 2017.
192. ↑  "Schweizer Singles Chart - 18. November 2007" (em alemão). IFPI Schweizer. Consultado em 27 de abril de 2017.
193. ↑  "Schweizer Singles Chart - 30. März 2008" (em alemão). IFPI Schweizer. Consultado em 27 de abril de 2017.
194. ↑  "Schweizer Singles Chart - Amy Winehouse - 'You Know I'm No Good'" (em inglês). IFPI Schweizer. Consultado em 27 de abril de 2017.
195. 1 2  "Swiss Singles Chart - Amy Winehouse - 'Back to Black'" (em alemão). IFPI Schweiz. Consultado em 27 de abril de 2017.
196. ↑  "End of Year - Schweizer Singles Chart - 2008" (em alemão). IFPI Schweizer. Consultado em 27 de abril de 2017.
197. ↑  "Austrian Singles Chart - Amy Winehouse - 'Rehab'" (em inglês). IFPI Áustria. Consultado em 27 de abril de 2017.
198. 1 2 3  "Austria Single Charts - Vom 14. März 2008" (em inglês). IFPI Áustria. Consultado em 26 de março de 2018.
199. ↑  "Austria Single Charts - Vom 28. März 2008" (em inglês). IFPI Áustria. Consultado em 26 de março de 2018.
200. 1 2 3  "Austrian Singles Chart - Amy Winehouse - 'Back to Black'" (em inglês). IFPI Áustria. Consultado em 27 de abril de 2017.
201. ↑  "Austria Single Charts - Vom 4.  April 2008" (em inglês). IFPI Áustria. Consultado em 26 de março de 2018.
202. ↑  "End of Year - Austrian Singles Chart - 2008" (em alemão). IFPI Áustria. Consultado em 27 de abril de 2017.
203. ↑  "Offizielle Deutsche Charts - 21 März, 2008" (em alemão). Offizielle Deutsche Charts. Consultado em 27 de abril de 2017.
204. 1 2  "Hits of the World - Germany Singles". Billboard. N.º: 22, Vol.: 120. P. 54. Nielsen Business Media, Inc. ISSN: 0006-2510.
205. ↑  "JahresCharts - Singles - 2008" (em alemão). Offizielle Deutsche Charts. Consultado em 27 de abril de 2017.
206. 1 2  "Polish Singles Chart - Amy Winehouse - 'Back to Black'" (em polonês). Polskie Radio. Consultado em 27 de abril de 2017.
207. ↑  "Certificados: Amy Winehouse". Pró-Música Brasil. Consultado em 27 de abril de 2017.
208. ↑  Ed Christman (27/7/2011). "Amy Winehouse Sales, By the Numbers" (em inglês). Billboard. Nielsen Business Media, Inc. Consultado em 27 de abril de 2017.
209. ↑  Keith Caulfield (5/8/2011). "Amy Winehouse Catalog Makes Full-Week Sales Impact" (em inglês). Billboard. Nielsen Business Media, Inc. Consultado em 27 de abril de 2017.
210. ↑  "Billboard R&B Digital Songs: Week August 13, 2011" (em inglês). Billboard. Nielsen Business Media, Inc. Consultado em 11 de maio de 2017.
211. ↑  "Certified Awards: Amy Winehouse - Back to Black" (em inglês). Recording Industry Association of America. Consultado em 11 de maio de 2017.
212. 1 2  "French Singles Chart - Amy Winehouse - 'Back to Black'" (em francês). Syndicat National de l'Édition Phonographique. Consultado em 27 de abril de 2017.
213. ↑  Jonathan Hamard (2/8/2011). "Tops: Amy Winehouse et les compilations dominent les ventes" (em francês). Charts In France. Consultado em 27 de abril de 2017.
214. 1 2  "Dutch Singles Chart - Amy Winehouse - 'Back to Black'" (em neerlandês). NVPI. Consultado em 27 de abril de 2017.
215. ↑  "Schweizer Singles Chart - 7. August 2011" (em alemão). IFPI Schweizer. Consultado em 27 de abril de 2017.
216. 1 2  "Italian Singles Chart - Amy Winehouse - 'Back to Black'" (em italiano). Federazione Industria Musicale Italiana. Consultado em 27 de abril de 2017.
217. ↑  "Lista de Descargas de Canciones - Semana 3: del 12 al 18 de enero de 2009" (em castelhano). Productores de Música de España. Consultado em 6 de fevereiro de 2017.
218. ↑  "Classifica Settimanale WK 30" (em italiano). Federazione Industria Musicale Italiana. Consultado em 11 de maio de 2017.
219. 1 2  "Irish Music Charts - Artist Singles - 28 July 2011" (em inglês). Irish Recorded Music Association. Consultado em 27 de abril de 2017.
220. ↑  "Irish Music Charts - Artist Singles - 15 November 2007" (em inglês). Irish Recorded Music Association. Consultado em 27 de abril de 2017.
221. 1 2  "Greece Digital Songs: Week August 13, 2011" (em inglês). Billboard. Nielsen Business Media, Inc. Consultado em 28 de maio de 2017.
222. ↑  "Hits of the World - Euro Digital Songs". Billboard. N.º: 23, Vol.: 123. P. 107. Nielsen Business Media, Inc. ISSN: 0006-2510.
223. 1 2  "Euro Digital Tracks - Amy Winehouse" (em inglês). Billboard. Nielsen Business Media, Inc. Consultado em 27 de abril de 2017.
224. ↑  "Australian Singles Chart - Amy Winehouse - 'Back to Black'" (em inglês). Australian Recording Industry Association. Consultado em 3 de fevereiro de 2017.
225. ↑  "Belgian Singles Chart (Vlaanderen) - Amy Winehouse" (em alemão). Belgian Entertainment Association. Consultado em 27 de abril de 2017.
226. ↑  "VRT Radio Chart - Amy Winehouse - 'Back to Black'" (em neerlandês). Vlaamse Radio. Consultado em 27 de abril de 2017.
227. ↑  "Belgian Singles Chart (Wallonie) - Amy Winehouse" (em francês). Belgian Entertainment Association. Consultado em 27 de abril de 2017.
228. ↑  "Las 10 canciones más populares" (em castelhano). Terra Entretenimento. 17/11/2011. Consultado em 27 de abril de 2017.
229. ↑  "2014년 2주차 " (em coreano). 한국음악콘텐츠산업협회. Consultado em 27 de abril de 2017.
230. ↑  "Danish Singles Chart - UGE 36 - 2007" (em dinamarquês). IFPI Dinamarca. Consultado em 27 de abril de 2017.
231. ↑  "Scottish Singles Chart: Week Jul. 31, 2011" (em inglês). Official Charts Company. Consultado em 27 de abril de 2017.
232. ↑  "TOP 50 Canciones - Semana 30: del 25.7.2011 al 31.7.2011" (em castelhano). Productores de Música de España. Consultado em 27 de abril de 2017.
233. ↑  "Billboard Digital Songs - Amy Winehouse - Chart History" (em inglês). Billboard. Nielsen Business Media, Inc. Consultado em 27 de abril de 2017.
234. ↑  "Weekly Charts International: Week 30 - 2011" (em hebraico). Media Forest. Consultado em 27 de abril de 2017.
235. ↑  "Chart Breaker TOP 50" (em luxemburguês). El Doradio. Consultado em 27 de abril de 2017.
236. ↑  "Portugal Digital Songs - Amy Winehouse". Billboard. Nielsen Business Media, Inc. Consultado em 27 de abril de 2017.
237. ↑  "UK Singles Chart: Week Jul. 31, 2011" (em inglês). Official Charts Company. Consultado em 27 de abril de 2017.
238. ↑  "UK R&B Singles Chart: Week Jul. 31, 2011" (em inglês). Official Charts Company. Consultado em 27 de abril de 2017.
239. ↑  "Czech Airplay Chart - Amy Winehouse - 'Back to Black'" (em inglês). Czech Airplay Chart. Consultado em 27 de abril de 2017.
240. ↑  "Radyo ODTÜ Chart - Liste Tarihi - 21/9/2007" (em turco). Radyo ODTÜ. Consultado em 27 de abril de 2017.
241. ↑  Certificações recebidas por Back to Black:
  - Alemanha: "Gold-/Platin: Amy Winehouse" (em alemão). BVMI. Consultado em 14 de maio de 2018.
  - Brasil: "Certificados: Amy Winehouse". Pró-Música Brasil. Consultado em 27 de abril de 2017.
  - Dinamarca: "Guld og Platin I August" (em dinamarquês). IFPI Dinamarca. Consultado em 27 de abril de 2017.
  - Espanha: "Certificados 2011" (em castelhano). PROMUSICAE. Consultado em 27 de abril de 2017.
  - Estados Unidos: "Certified Awards: Amy Winehouse" (em inglês). RIAA. Consultado em 27 de abril de 2017.
  - Itália: "Certificazione Album e Compilation: Amy Winehouse" (em italiano). FIMI. Consultado em 27 de abril de 2017.
  - Reino Unido: "Certified Awards: Amy Winehouse" (em inglês). BPI. Consultado em 19 de outubro de 2017.
  - Suíça: "Certified Awards: Amy Winehouse" (em alemão). IFPI Suíça. Consultado em 27 de abril de 2017.
242. ↑  "Gaon Digital Chart - 2011년 8월 1주차" (em coreano). 한국음악콘텐츠산업협회. Consultado em 27 de abril de 2017.
243. ↑  "Gaon Digital Chart - 2013년 12월 3주차" (em coreano). 한국음악콘텐츠산업협회. Consultado em 27 de abril de 2017.
244. ↑  "Gaon Digital Chart - 2013년 12월 4주차" (em coreano). 한국음악콘텐츠산업협회. Consultado em 27 de abril de 2017.
245. ↑  "Gaon Digital Chart - 2014년 1월 1주차" (em coreano). 한국음악콘텐츠산업협회. Consultado em 27 de abril de 2017.
246. ↑  "Gaon Digital Chart - 2014년 8월 3주차" (em coreano). 한국음악콘텐츠산업협회. Consultado em 27 de abril de 2017.